# Glosar de construcții
Acest glosar conține termeni din domeniul construcțiilor, instalațiilor și a materialelor utilizate.

## A
- abstec - dispozitiv folosit la executarea zidăriilor de cărămidă, pentru a simplifica așezarea sforii de reper cu ajutorul căreia se face trasarea asizelor zidăriei, a golurilor pentru ferestre și uși, ca si a nivelului grinzilor, planșeelor etc.
- abstih - riglă pe care sunt marcate grosimile asizelor unei zidării, folosită pentru a indica înălțimile zidului la fiecare rând și a ajunge astfel cu ultimul rând la înălțimea dorită.
- aburire - tratarea cu abur a betoanelor pentru accelerarea întăririi acestora, procedeu întâlnit în special la confecționarea prefabricatelor.
- acceleratori de întărire – substanțe care măresc rezistența mecanică a betoanelor și mortarelor.
- acceleratori de priză – substanțe care accelerează priza betoanelor și mortarelor.

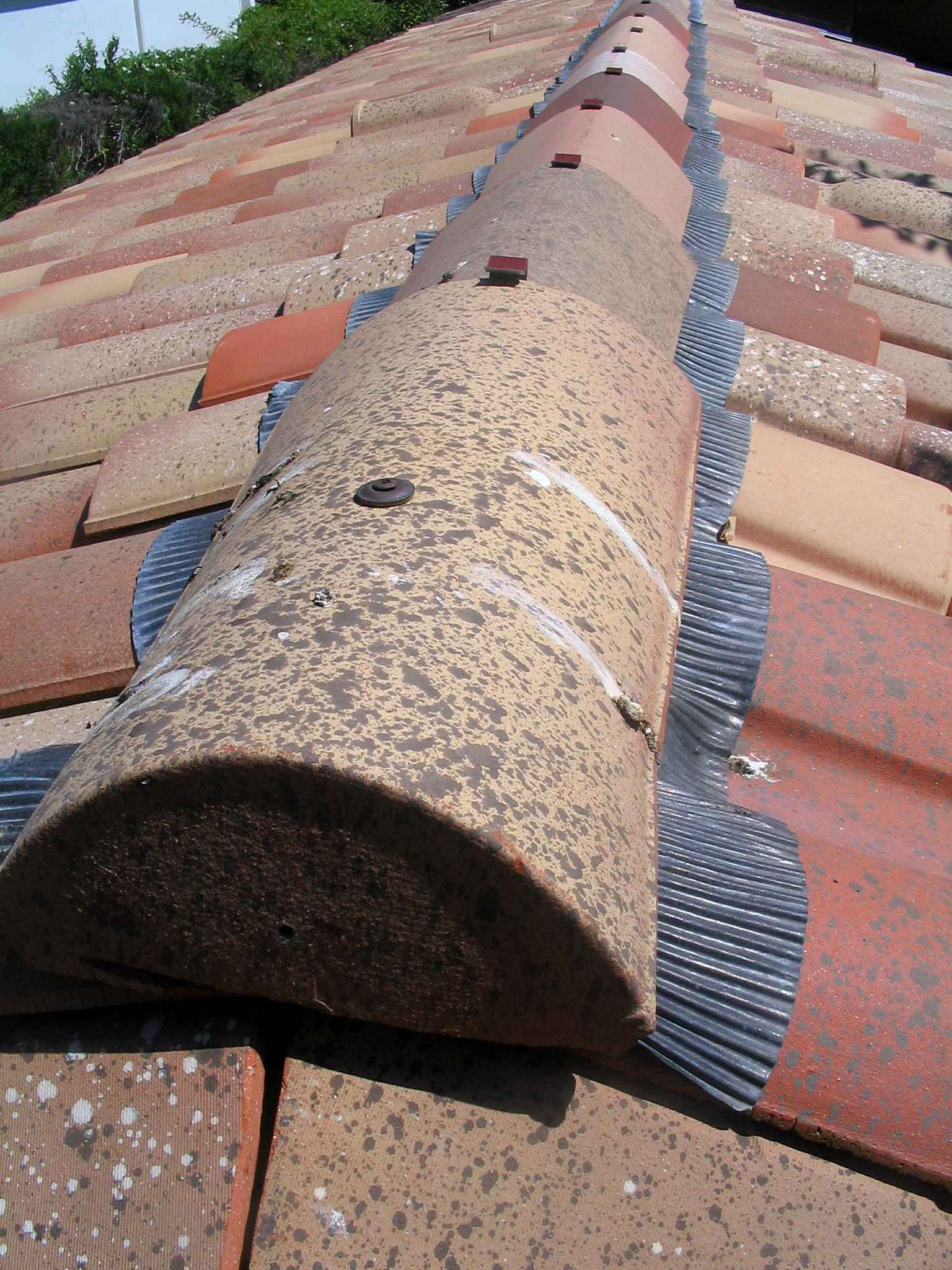
Acoperiș din țiglă

- acoperire cu beton - strat de beton are acoperă la exterior armătura unei piese de beton armat, pentru a o apăra de influența mediului ambiant.
- acoperiș – partea superioară a unei construcții, pe care o acoperă și o protejează contra intemperiilor.
- acoperiș mansardat - acoperiș ale cărui părți laterale au câte două pante, cea dinspre poale fiind mai pronunțată, pentru ca spațiul astfel obținut să poată fi amenajat pentru a fi locuit.
- acoperiș tip shed - acoperiș "în ferăstrău", format din mai multe planuri înclinate alternate cu un plan vertical.
- ac Vicat - aparat standardizat, constituit dintr-un ac cilindric care se poate mișca vertical într-un suport și care servește la determinarea prizei lianților hidraulici, mai ales a cimentului.
- adaosuri la ciment – materiale care se adaugă la măcinarea clincherului de ciment pentru a se obține lianți cu proprietăți diferite de cele ale cimentului curat.
- adăpost - loc de refugiu sau de protecție contra intemperiilor sau contra unui pericol.
- adăpost de tunel – nișă amenajată în peretele unui tunel, pentru adăpostirea lucrătorilor în timpul trecerii trenurilor.
- adâncime de îngheț - nivelul cel mai coborât de la suprafața unei fundații, a unui drum la care apa interstițială se transformă în gheață la temperaturi scăzute.
- aderență – fenomen de legătură între diferite materiale și care împiedică alunecarea armăturii în betonul întărit.
- adeziv - produs natural sau sintetic cu care se lipește, se încleiază lemnul, metalele, sticla.
- adezivitate – proprietate a lianților hidrocarbonați (bitum, gudron) de a adera la agregate (pietriș etc.) fără a se desface în prezența apei.
- aditiv - fiecare din substanțele care se adaugă la prepararea betoanelor pentru a le ameliora proprietățile, cum ar fi: plastifianți, antrenori de aer, întârzietori de priză, acceleratori de întărire.
- aer condiționat – sistem de ventilație a încăperilor prin care se reglează și proprietățile fizice ale aerului.
- aglomerant – vezi: liant.
- aglomerat – corp rezultat din aglomerarea unor materiale mărunte.
- agrafă:

- piesă de metal folosită la legarea blocurilor de piatră, ancorarea și fixarea zidăriei, a învelitorilor, jgheaburilor sau a barelor de oțel din armătura unui element de beton armat;
- bucată mică de tablă saui sârmă folosită la fixarea pieselor care alcătuiesc învelitorile.
- agregate – materiale granulare folosite în amestec cu lianți și apă la obținerea mortarelor și betoanelor.

- agregate naturale - materiale granulare de origine minerală, (obținute) din sfărâmarea naturală sau artificială a rocilor, (provenind) din cariere sau balastiere.

- agrement tehnic - aviz dat de o comisie din specialiști pentru un material sau o tehnică nouă și bazat pe rezultatele de laborator, constatările din șantier și comparații cu materiale sau tehnici cunoscute.
- agresivitate – proprietate pe care o au apele naturale de a ataca, prin acțiune chimică, construcții de cărămidă, beton sau metal (vezi și apă agresivă).
- alicărie – material constituit din spărturi de cărămidă sau de piatră și care poate fi utilizat ca umplutură în betoane, mortare etc.
- alice - bucățelele de piatră sau de cărămidă care se pun în tencuială pentru a întări sau pentru a astupa un gol.
- aliniere – așezarea construcțiilor, a parcelelor după o anumită direcție.
- ambrazură - gură de tragere la fortificațiile militare.
- amiantă - varietate de azbest, provenită din amfiboli, flexibilă, necombustibilă, inalterabilă la foc, rău conducătoare de căldură și electricitate, din care se execută filtre și țesături de protecție.
- amorsare - operația de ungere, de regulă, cu un liant bituminos, a suprafeței unui strat suport, în scopul asigurării legăturii cu stratul de acoperire.
- amortizor - dispozitiv implementat în clădiri sau poduri pentru a reduce efectele vibrațiilor cauzate de cutremure, vânt puternic sau alte fenomene; contribuie la creșterea stabilității structurale și la protecția clădirii.
- ampatament - soclu de zidărie.
- amplasament – locul pe care se așază o construcție sau un ansamblu de clădiri.
- ampriză - lățime totală a fâșiei de teren pe care urmează să se construiască o șosea, o cale ferată, un dig etc.
- ancadrament - chenar decorativ în relief care înconjoară o ușă, o fereastră etc.
- ancastrament - loc într-o zidărie în care se montează pasarela unui ponton, o schelă etc; încastrare.

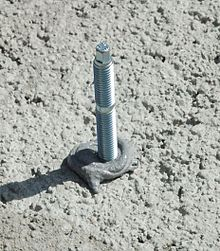
Bulon ancorat în beton

- ancoraj:

- ansamblu ancorelor care servesc la ancorarea unei construcții;
- ansamblul constituit dintr-o ancoră, din elementul de care se fizează ancora, din piesele care servesc la legarea ancorei de elementul ancorat și din piesele de întindere a ancorei.
- ancorare:

- legarea unei construcții de teren sau de o altă construcție pentru a asigura preluarea forțelor orizontale și a împiedica deplasarea de pe reazem;
- înglobarea în masa betonului a capetelor (de obicei îndoite) ale armăturilor elementelor de beton armat.
- ancoră - piesă metalică utilizată la realizarea unei ancorări.
- anexă (a unei locuințe) - clădire de mici dimensiuni, realizată separat de clădirea principală și care îndeplinește diverse funcții (garaj, seră, umbrar etc.).
- anrobare - amestecare a unui material de construcții de tip granular cu un liant care acoperă granulele cu un strat subțire.
- anrocament - material de construcție alcătuit din blocuri de piatră sau din bolovani și care servește la consolidarea unor lucrări (taluzuri, fundații), fie ca material de bază pentru unele construcții (diguri, baraje).
- antiseismic - (despre construcții) care este rezistent la cutremur.

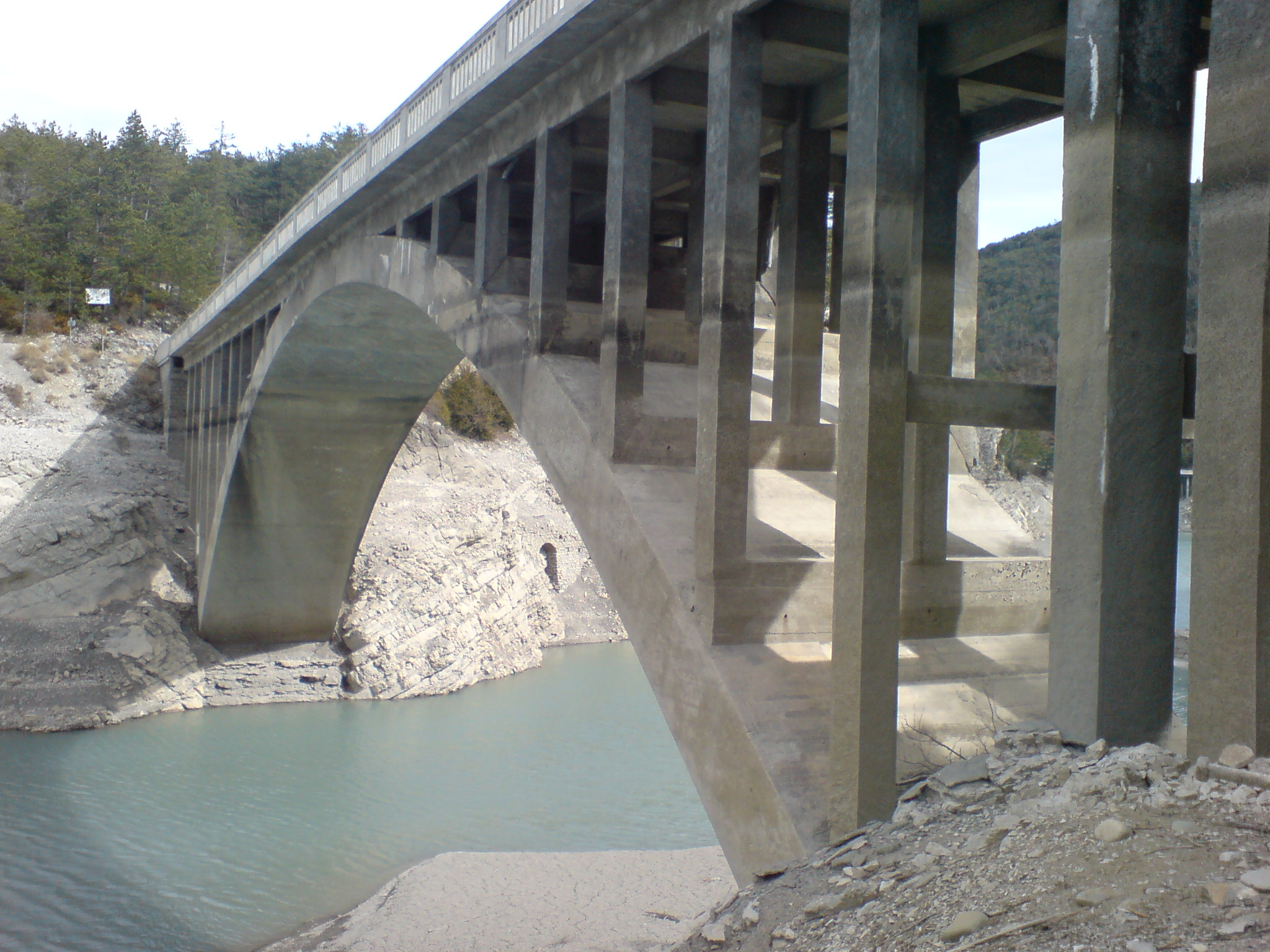
Antretoazele unui pod din Saint-André-les-Alpes

- antretoază - grindă transversală, așezată din loc în loc între grinzile principale ale unui pod, pentru a susține elementele căii, a transmite grinzilor principalele sarcini și a face rigid ansamblul construcției.
- aparat de reazem - element de construcție care asigură rezemarea unei construcții în anumite condiții.
- apartament - grup de încăperi dintr-o clădire, legate și dependente între ele și care conțin: unul sau mai multe dormitoare, sufragerie, vestiar, echipament sanitar propriu.
- apastop - (termen învechit) produs cu proprietatea de a izola și de a proteja construcțiile de infiltrații.
- apă agresivă - apă care, datorită conținutului chimic, atacă metalele betoanelor utilizate în construcțiile submerse (vezi și agresivitate).
- aplică - ornament în relief, fixat pe suprafața unui obiect, a unui panou, a unui perete etc.
- arbaletrier - piesă înclinată care alcătuiește talpa superioară a unei ferme de acoperiș și care susține penele cu căpriorii și învelitoarea.
- arc:

- element de construcție având ca axă o curbă plană și folosit ca element de rezistență;
- element care unește două ziduri, doi piloni, două coloane etc., dispuse astfel încât să se susțină reciproc.
- arc butant – arc de sprijin, amplasat în afara clădirii, având rolul de a transmite unui contrafort greutatea bolților.
- arcuit - (despre construcții) care este prevăzut cu arcade; arcat.
- argilă - rocă sedimentară alcătuită din silicați, fragmente de organisme etc, utilizată în ceramică, în sculptură, la fabricarea cimentului, în industria materialelor refractare, la purificarea uleiurilor etc.
- argilă expandată - material obținut prin încălzirea argilei feruginoase și care se folosește ca agregat pentru betoanele ușoare.
- argilă refractară - argilă cu temperatura de topire de peste 1.580°C, folosită pentru fabricarea unor obiecte de ceramică, creuzete etc. rezistente la temperaturi înalte.
- argilă stabilizată - argilă tratată chimic și folosită ca liant în betoanele argiloase pentru drumuri secundare.
- argilizare - procedeu de impermeabilizare și de consolidare a unor roci sau a unor fundații prin injectarea unei suspensii de argilă.
- arierbec - partea dinspre aval a unei pile de pod, cu secțiunea ascuțită pentru a ușura scurgerea apei (vezi și avanbec).

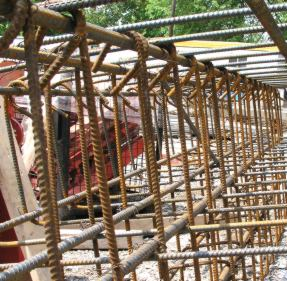
Armături metalice peste care se va turna beton

- aripă:

- parte a unei construcții care se prezintă ca o prelungire laterală; fiecare dintre extremitățile unei construcții (în raport cu partea centrală);
- perete lateral de sprijin care prelungește culeea unui pod sau portalul unui tunel, pentru susținerea terasamentelor sau taluzurilor de la capetele acestora.
- armare:

- dotare cu o armătură o piesă, un element de construcție din beton etc. în scopul măririi rezistenței acestora (vezi și beton armat);
- consolidare a unei galerii de mină prin montarea unei armături.
- armătură:

- sistem de vergele de oțel introduse în interiorul elementelor de construcție din beton armat, care are rolul de a prelua anumite eforturi din material;
- construcție care susține o galerie subterană.
- asfalt - amestec de bitum cu substanțe minerale granulate, care servește la executarea diferitelor tipuri de îmbrăcăminți rutiere și de izolații hidrofuge.
- asiză - fiecare rând sau strat al unei zidării de cărămidă așezat astfel încât forțele principale care acționează asupra zidăriei să fie perpendiculare pe el.
- astereală - căptușeală de scânduri așezate pe un schelet de lemn, pentru a susține un strat de material (de exemplu o boltă de beton în timpul turnării) sau care susține șindrila, țigla ori tabla constituind acoperișul unei case.
- atașament (carnet de ~) - registru de șantier în care se notează lucrările executate și caracteristicile lor (sinonim: carnet de măsurători).
- aulă - sală de conferințe sau de festivități într-un institut cultural.
- autoclavizat - (despre beton) fabricat în condiții de autoclavă; vezi și BCA.
- autogreder - greder autopropulsat, la care comenzile de lucru se fac mecanic.
- autoluminator - (despre geamuri) care are proprietatea de a-și schimba culoarea la diferite ore ale zilei, în funcție de intensitatea luminii.
- autorizație de construcție - act administrativ, care se referă la realizarea sau modificarea unei construcții, în funcție de utilizarea sa (locuință, comerț, birouri, etc.), precum și în ceea ce privește normele de aplicare a acestora.

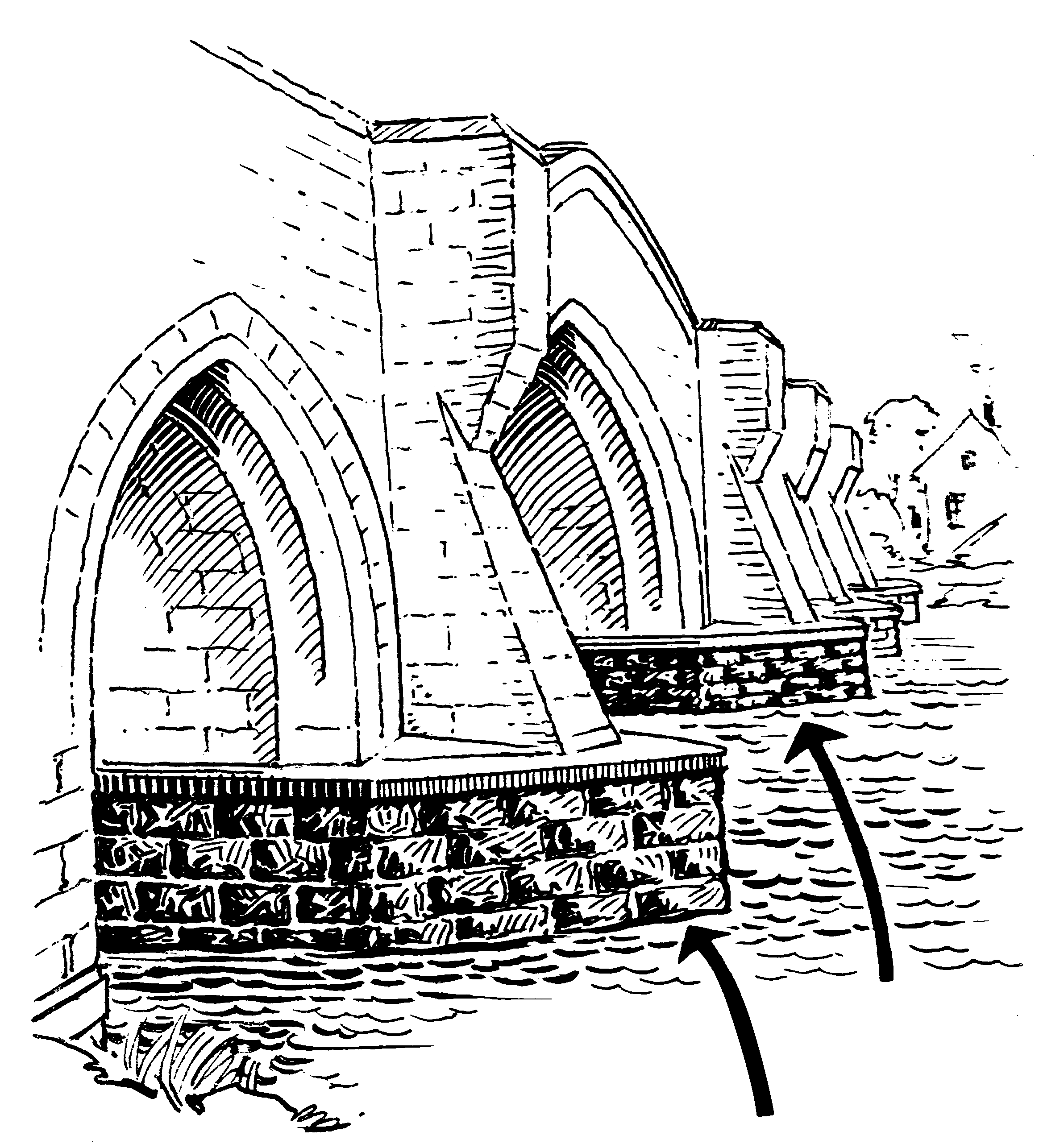
Avanbecurile, aflate la baza pilelor, sunt zidării de protecție a pilelor contra curentului apei.

- avanbec - partea dinspre amonte a unei pile de pod cu secțiunea transversală în formă de ogivă, având ca scop să despartă firul apei și să protejeze pila de loviturile corpurilor transportate de apă (vezi și arierbec).
- aviz de securitate la incendiu - actul emis, în baza legii, de inspectoratul pentru situații de urgență județean sau al municipiului București, după verificarea de conformitate cu prevederile reglementărilor tehnice în vigoare a măsurilor de apărare împotriva incendiilor, adoptate în documentațiile tehnice de proiectare, pentru îndeplinirea cerinței esențiale - securitate la incendiu - a construcțiilor și altor amenajări[1].
- autorizație de securitate la incendiu conferă persoanelor fizice sau juridice, deținătoare ale construcțiilor, instalațiilor și ale altor amenajări, dreptul de a le pune în funcțiune și de a le exploata din punctul de vedere al îndeplinirii cerinței fundamentale securitate la incendiu.
- axa zero - în proiectare, axă virtuală, frântă, având pe tronsoane declivitate constantă și la care linia proiectului coincide cu linia terenului.
- azbest - silicat natural de calciu și magneziu, de culoare albă sau verzuie, fibros, mătăsos, rezistent la foc și la alcalii și cu calități de izolator electric, sonor și termic.
- azbestolit - material de construcție ușor, rezistent și ignifug, fabricat din fibre scurte de azbest, care se folosea în trecut pentru acoperișuri.

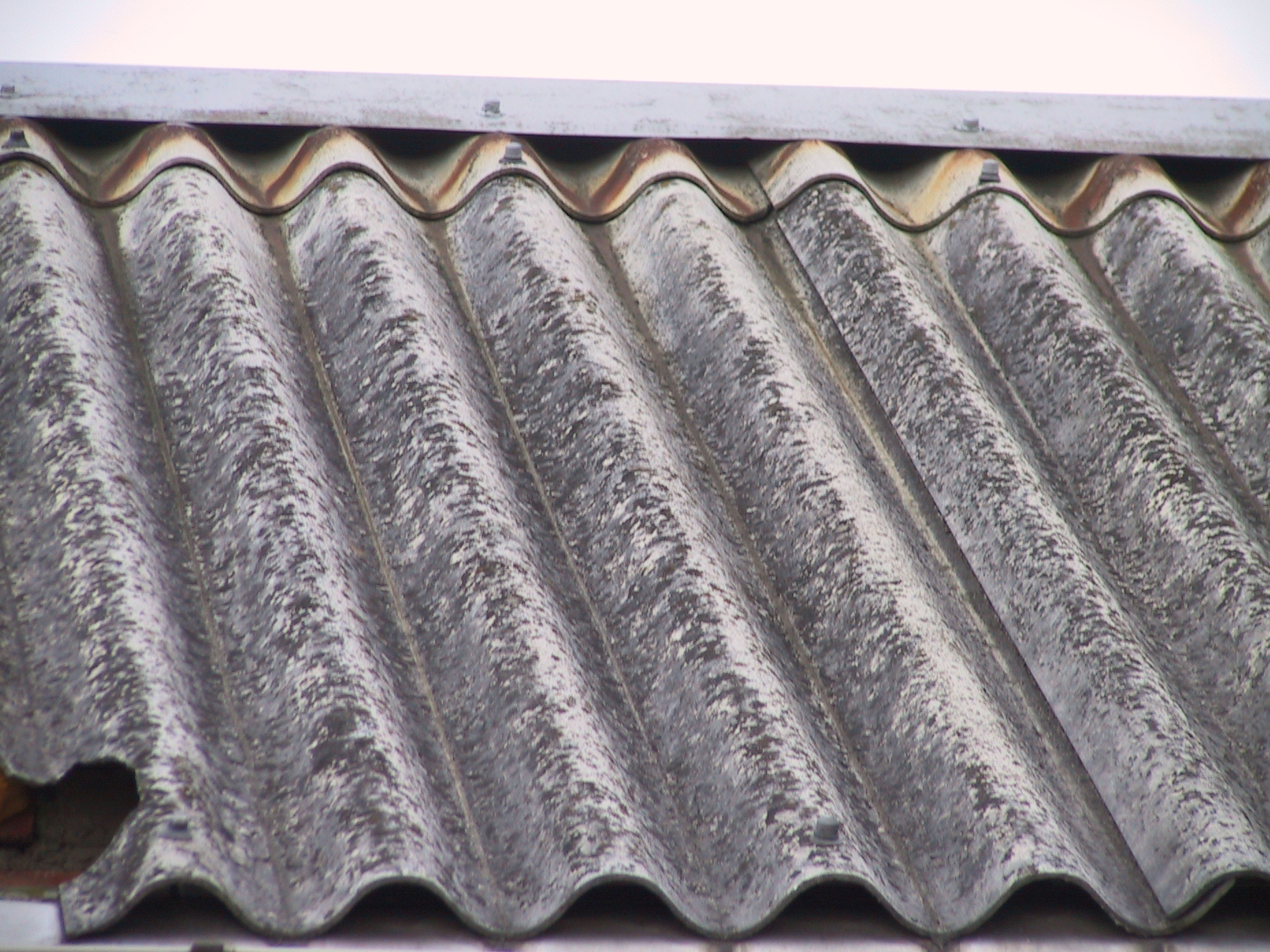
Acoperiș din azbociment

- azbociment - material obținut dintr-un amestec de pastă de ciment cu fibre de azbest, din care se confecționează plăci plane și ondulate pentru învelitori de acoperiș, tuburi de canalizare etc. (sinonime: eternit, fibrociment).
- azbotextolit - material electroizolant obținut prin presare din țesături de azbest impregnate cu rășini fenolice.

## B
- babă:

- grindă de lemn care se așază de-a lungul părții superioare a unui perete și care servește ca reazem fermelor unui acoperiș sau grinzilor unui planșeu de lemn;
- element de construcție, alcătuit din grinzi de lemn, așezat de-a lungul infrastructurii unui pod, pe care se reazemă grinzile principale.
- balama - dispozitiv alcătuit din două piese articulate, folosit la legarea unui panou cu un cadru, permițând rotirea acestora în jurul unei muchii, utilizat la uși, ferestre, lăzi.
- balansarea treptelor - mod de dispunere a treptelor pe porțiunea curbă a unei scări, astfel încât lățimea treptelor pe linia de călcare să fie constantă pe toată lungimea scării.
- balansier - fiecare dintre cele două piese de oțel între care se așază rulourile aparatelor de reazem mobile, folosite în special la poduri.
- balast - amestec de nisip și pietriș în diferite proporții, utilizat la prepararea betoanelor și la executarea unor straturi de fundație la construcția drumurilor.
- balastieră - depozit de origine sedimentară, situat de regulă pe albia unui râu, din care se extrage balast prin săpare directă sau prin dragare.
- balustradă - barieră formată din stâlpi pentru a oferi siguranță și protecție în jurul spațiilor deschise, cum ar fi scări, balcoane, terase sau platforme înalte.
- banchină - grindă de lemn așezată pe sol, pe care se sprijină stâlpii unei schele.
- bandou - boltă îngustă prin care se termină capătul liber al unui portal de tunel și care formează cadrul decorativ al intrării acestuia.
- baracă - construcție provizorie de scânduri care poate servi ca locuință, magazie, prăvălie etc.
- bară -  element solid al unei structuri, de formă longitudinală, care poate fi utilizat pentru a susține sau a transfera încărcături într-o clădire sau o structură similară; este de regulă din oțel și poate fi utilizată într-o varietate de moduri, inclusiv ca stâlp, grindă sau coloană.

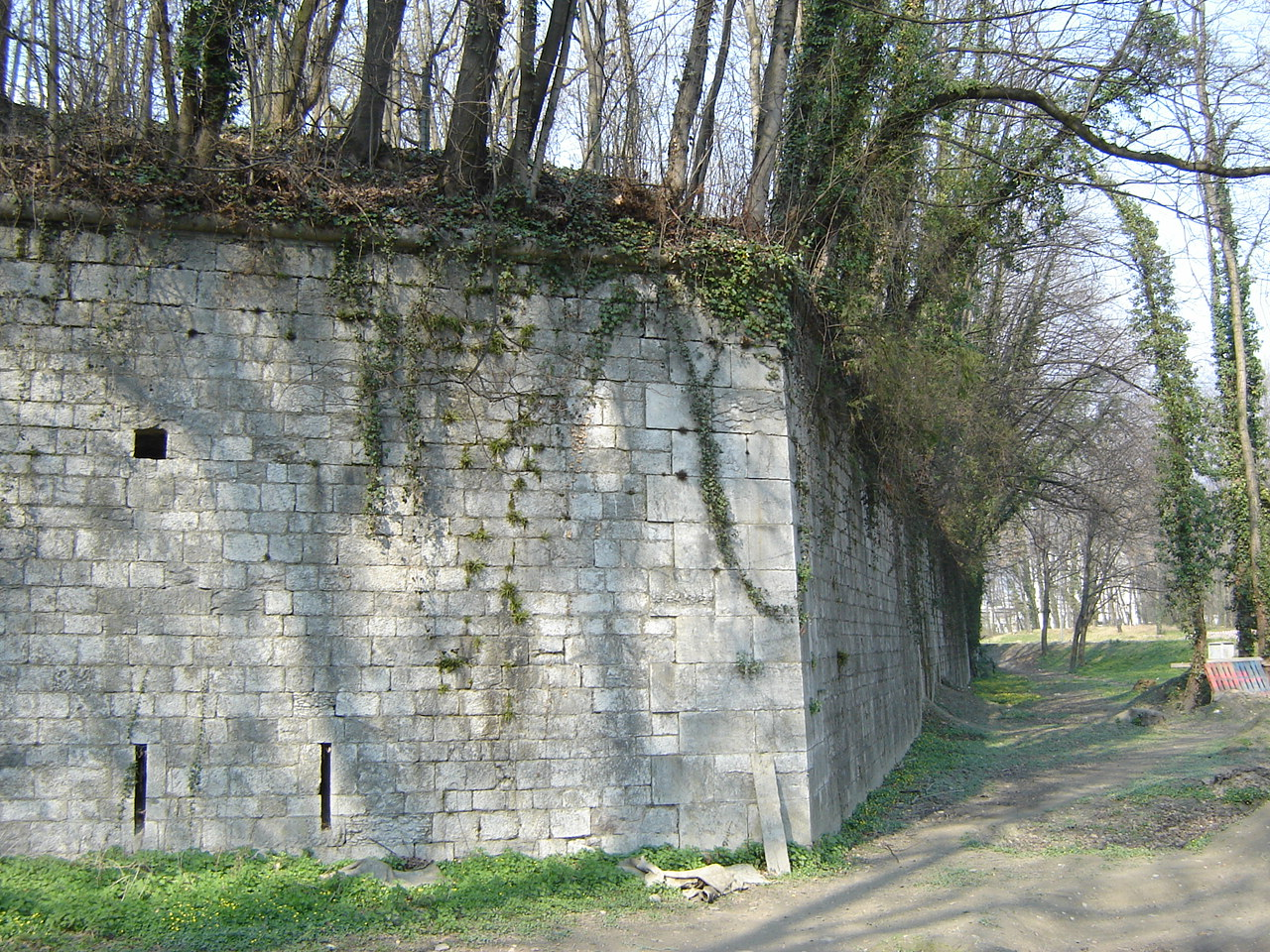
Două barbacane în partea de jos a unui zid

- barbacană - deschidere înaltă și îngustă amenajată într-un zid pentru a permite scurgerea apelor infiltrate în terenul din spatele zidului.
- baretă - perete de beton armat turnat în pământ pentru lucrări de fundații.
- batardou - incintă construită în apă, în interiorul căreia, după evacuarea apei, se execută lucrări pentru fundații de poduri.
- baterea piloților - operație de înfigere în sol a piloților (sau a palplanșelor) prin aplicarea de lovituri cu ajutorul unui berbec.
- bazal - care aparține bazei unui corp, unei clădiri etc, care se referă la această bază.
- bazalt artificial - material ceramic obținut din argilă refractară și folosit la fabricarea tuburilor de canalizare, a recipientelor pentru lichide agresive, a dalelor și cărămizilor pentru trotuare etc.
- bazaltină - piatră obținută din bazalt concasat.
- bază - partea inferioară a unei construcții sau a unui element de construcție, pe care acesta se sprijină.
- bârnă:

- grindă de lemn cu cel puțin o față plană, folosită la executarea pereților, a șarpantelor, a schelelor etc;
- în sens larg, buștean sau lemn rotund.
- BCA - (abreviere de la beton celular autoclavizat) material de construcție obținut dintr-un amestec de nisip, ciment, var, ghips, apă, supus unui tratament termic în autoclavă; este folosit pentru lucrări de zidărie și de hidroizolații.
- bec - mulură la partea de jos a ferestrei, care împiedică prelingerea apei de ploaie pe fațadă.
- berbec - utilaj care conține un bloc masiv pentru lovire și care servește la înfigerea în pământ a pilonilor și palplanșelor, prin lovirea repetată a capătului superior al acestora.
- bermă

- banchetă amenajată pe taluzurile mai înalte pentru a le mări stabilitatea;
- trecere îngustă între șanț și grămada de pământ rezultată din săparea lui.
- beton - material de construcții cu structură de conglomerat, obținut prin întărirea unui amestec de agregate (pietriș, piatră spartă, nisip) cu un liant (ciment, bitum, argilă, var, ipsos).

- beton amprentat - material de construcție compozit, care conține agregate, ciment, coloranți, aditivi, fibre elastice și apă, fiind pus în operă prin imprimare cu ajutorul unor matrițe care copiază aspectul și forma pietrelor naturale, a rocilor minerale, a cărămizii, sau chiar a lemnului; altă denumire: beton imprimat.
- beton armat - beton, turnat peste o armătură de bare de oțel, iar uneori din diverse tipuri de fibre, pentru preluarea eforturile de întindere.
- beton celular autoclavizat - vezi BCA.
- beton celular ușor - material de construcții artificial, rezultat din amestecul unui anumit mortar cu o spumă ionizată, preparată după o tehnologie de fabricație specială.
- beton ciclopian - material de construcție cu structura unui conglomerat artificial alcătuit din bolovani de râu sau fragmente de piatră brută legate printr-un beton de ciment obișnuit.
- beton compact - beton de ciment cu porozitate redusă, obținut prin reducerea proporției de apă și prin compactare cu ajutorul vibratoarelor.
- beton compactat cu role - amestec special de beton care este presat cu compactorul, fiind utilizat în special la construcția străzilor; altă denumire: beton laminat.
- beton de ciment - beton cu liant de ciment, folosit ca beton simplu sau beton armat.
- beton imprimat - vezi beton amprentat.
- beton laminat - vezi beton compactat cu role.
- beton precomprimat - varietate a betonului armat obișnuit caracterizată prin introducerea unei stări inițiale de tensiuni și deformații create prin precomprimare.
- beton vibrat - beton a cărui compactitate este sporită, după turnarea în cofraje, prin imprimarea unor oscilații rapide, cu ajutorul unor aparate speciale.

- betonare - introducerea amestecului de beton în săpături de fundații, în cofrajele elementelor de construcție, în tiparele pieselor prefabricate, fie aplicarea acestuia pe anumite suprafețe.

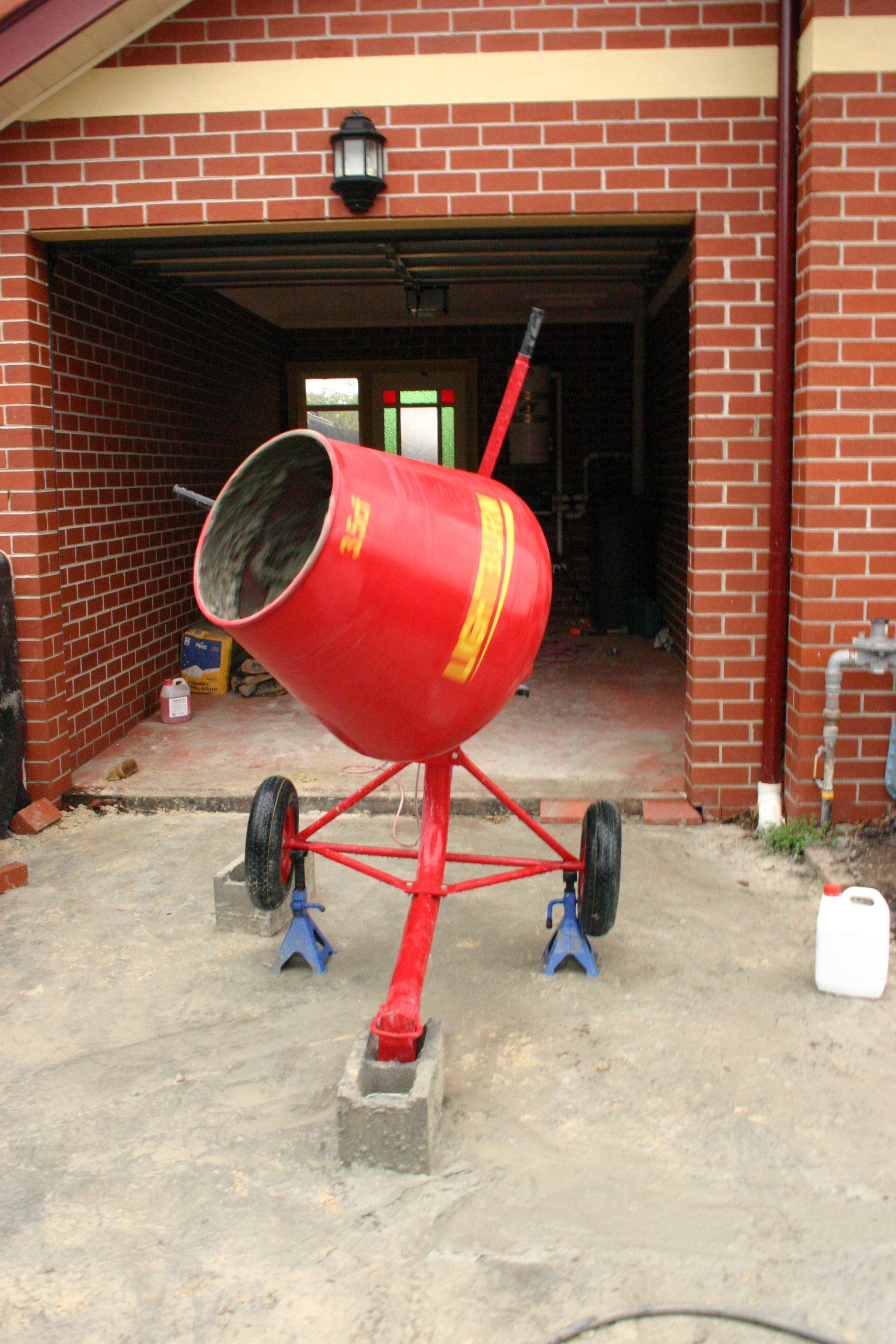
Betonieră

- betonieră - mașină utilizată pentru fabricarea betoanelor și a mortarelor de ciment, alcătuită dintr-o tobă cu un dispozitiv de amestec, care este antrenată de un electromotor.
- betonit - bloc prefabricat de beton, folosit la executarea îmbrăcămintelor de tunel.
- betonoscop - aparat pentru determinarea calității betonului, prin măsurarea vitezei de trecere a impulsurilor ultrasonice.
- bideu - instalație igienică (pentru femei), prevăzută cu robinet, servind pentru toaleta intimă.
- bidinea - pensulă mare, de obicei rotundă (cu coadă lungă), pentru văruit, realizată mai ales din păr de porc.
- bilă - piesă tronconică de lemn rotund folosită la executarea unor construcții provizorii sau auxiliare (schele, sprijiniri, eșafodaje).
- biná - clădire de zidărie, în curs de construcție.
- biodeteriorare - degradare a clădirilor sub acțiunea factorilor biologici.
- biscuit:

- semifabricat din ceramică neglazurată, ars o singură dată la o temperatură înaltă și utilizat la fabricarea faianței sau a porțelanului;
- porțelan supus la două arderi succesive și a cărui structură imită marmura.
- bitum - materie obținută prin oxidarea la cald a reziduurilor de petrol ori prin distilarea huilei, de culoare neagră, foarte vâscoasă sau solidă, care este folosită ca liant în construcția de drumuri, ca material izolant în construcții, în industrie, la fabricarea unor lacuri etc.
- bloc:

- (~ de apartamente) clădire de mari dimensiuni, alcătuită din mai multe etaje și cuprinzând apartamente de locuit, birouri, magazine etc.;
- masiv de beton pentru ancorarea armăturii la elemente grele de beton precomprimat; material de construcție din piatră naturală, beton, ceramică.
- blocaj - aglomerație de blocuri de piatră sau de beton, constituind fundații la lucrări hidrotehnice, straturi de protecție la poduri pentru a evita afuierea acestora.
- boloboc - vezi nivelă cu bulă de aer.
- bolovan - sortul cel mai mare de piatră ce se obțibne din ciuruirea balastului; bolovanii sunt utilizați la anrocamente, fundații, blocaje, pavaje rudimentare (caldarâm).
- boltă - element de construcție destinat să suporte sarcini și a cărui suprafață interioară (intrados) este concavă; se utilizează la poduri, tunele sau ca acoperire a unui spațiu închis.
- boltișoară - boltă de dimensiuni mici, situată între grinzile metalice ale unor planșee pentru a susține încărcăturile acestora și a le transmite la grinzi.
- bolțar:

- material de construcție artificial, având formă paralelipipedică cu camere de aer în interior și utilizat ca alternativă la cărămidă.
- bloc de piatră de formă prismatică, cu secțiune trapezoidală sau bloc alcătuit din cărămizi așezate unele lângă altele și servind la construcția bolților și arcelor de zidărie.
- bob - instalație pentru ridicarea materialelor de construcție la înălțimea schelelor.
- bosaj:

- protuberantă pe suprafața unui element, care servește drept suport unui alt element;
- suprafață brută sau prelucrată a pietrelor unei zidării, aflată în relief.
- brachet - vezi guseu.
- brățară - inel de metal care servește la fixarea pe zid a tuburilor, a burlanelor sau a cablurilor sau care strânge o coloană.
- breșă - spărtură într-un zid, într-un gard etc.
- bricolaj - construirea unei case de către însuși proprietarul acesteia, fără a apela la experți, incluzând toate operațiile pe care le presupune această activitate: tâmplărie, zugrăvire, vopsire, instalație electrică, etc.
- brotac - vezi călcâi.
- bruft - (termen regional) prima tencuială aruncată pe perete cu mistria, fără a fi netezită.
- brust - front vertical care separă un inel de tunel în curs de excavare de inelul alăturat, neexcavat.
- buciardare - operație de obținere a unor adâncituri pe suprafețe netede în scop decorativ sau pentru mărirea rugozității.
- buciardă - unealtă înzestrată cu dinți sau muchii ascuțite, utilizată pentru prelucrarea prin izbire (buciardare) a fețelor pietrelor cărora le imprimă adâncituri sau șanțuri.

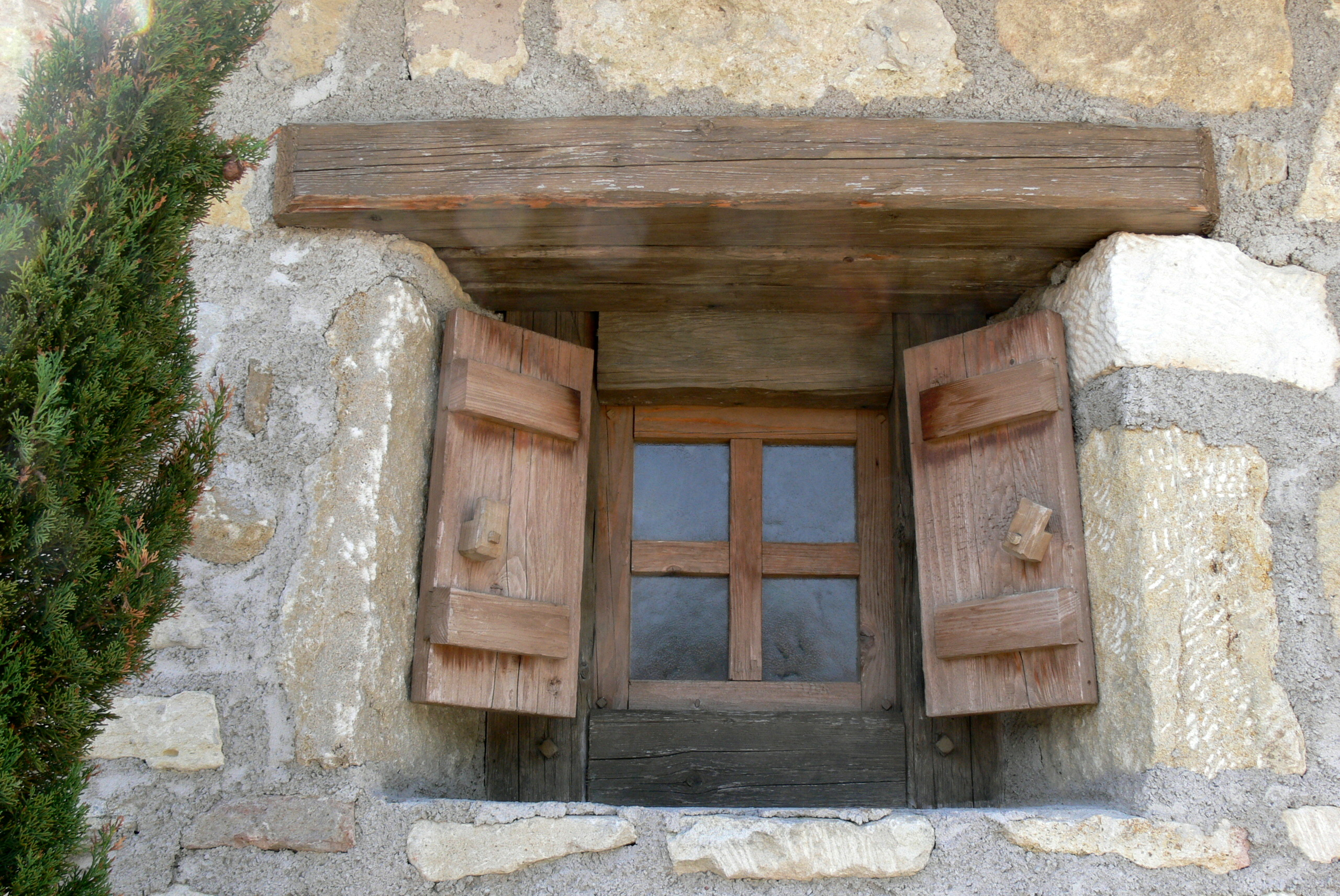
Buiandrug de lemn în zid de piatră

- buiandrug – element de construcție alcătuit dintr-o grindă de beton armat, de zidărie, de metal sau de lemn, așezată deasupra golului destinat unei porți, a unei uși, a unei ferestre etc. pentru a susține porțiunea de zidărie de deasupra acestui gol.
- bulumac - piesă de lemn rotund folosit ca stâlp de susținere la schele, garduri, spaliere etc.
- bumper -  stâlp de acostare, par de protecție.
- bur(e)let - bandă groasă din bumbac, cauciuc, hârtie gudronată sau lame de metal, cu care se lipesc ușile și ferestrele la încheieturi.
- burlan - tub cu pereți subțiri, executat din tablă, azbociment sau materiale plastice, care servește la conducerea apelor de la jgheaburile acoperișului clădirilor la pământ.
- butisă - pavea sau bloc de piatră de dimensiuni mai mari, folosită pentru a permite țeserea bună a pavajului sau a zidăriei și realizarea alternanței rosturilor.

## C
- cabină de ascensor - încăpere mobilă aparținând unei instalații de ascensor, care servește la transportul de persoane sau de materiale între diferitele etaje ale unei clădiri.
- cabină de duș - instalație sanitară formată din pereți, uși glisante și un tub prevăzut cu un capăt prin care curg mai multe jeturi de apă, în care se face duș.
- cablu de pretensionare - cablu utilizat pentru armarea pieselor din beton precomprimat cu armături postîntinse.
- cadă - vas mare pentru îmbăiat; baie, vană.
- cadru:

- structură de rezistență (schelet) alcătuită din bare, având de obicei toate nodurile rigide și la care solicitarea dominantă este încovoierea;
- pervaz (al unei uși, al unei ferestre); chenar; deschizătură în zid în care se află o ușă sau o fereastră.
- cafer - căprior pe care se reazemă șipcile acoperișului clădirilor.
- cahlă - placă de teracotă sau de faianță folosită la construcția sobelor.
- cal - fiecare dintre bârnele de la acoperișul casei care se află sub al patrulea căprior și care se îmbină la capete cu alte bârne (iepe), formând împreună scaunul podului.
- calcan - zidul exterior al unei clădiri, în care nu se amenajează nicio deschidere, urmând să fie acoperit de un perete asemănător al unei clădiri învecinate.
- calcaros - (despre terenuri, materiale de construcție etc.) care conține sau care este format din calcar.
- calcio-vecchio - gen de tencuială ornamentală care prezintă asperități și adâncituri pronunțate la suprafață, dând zidurilor un aspect voit arhaic.
- calorifer - instalație de încălzire centrală, producătoare de căldură.
- calotă - partea superioară a unei cupole semisferice, a unei excavații; boltă a cărei suprafață interioară are, în secțiune, forma unui semicerc.
- calup:

- tipar în cărămidărie, zidărie;
- bucată (paralelipipedică) de piatră, beton sau lemn, care servește la executarea unor pavaje.
- cameră de lucru - spațiul de la partea inferioară a unui cheson cu aer comprimat, în care se lucrează în timpul executării săpăturii pentru coborârea chesonului în teren.
- campadă - construcție de metal care leagă cu exteriorul camera de lucru a unui cheson cu aer comprimat, destinată circulației lucrătorilor și transportului materialelor (vezi și ecluză de aer).
- campană:

- construcție de metal în formă de clopot, care leagă camera de lucru a unui cheson cu exteriorul;
- ecluză cu aer comprimat.
- canat:

- fiecare dintre cele două părți mobile din care este alcătuită o ușă, poartă, fereastră etc. sau un panou mobil de fereastră, de ușă, de poartă etc. prin a cărui rotire ori mișcare de translație acestea se deschid și se închid;
- toc, pervaz de ușă.
- cancioc - unealtă de metal de forma unui vas tronconic, cu mâner de lemn, folosită de zidari pentru scoaterea mortarului din lada de mortar sau din roabă și așezarea acestuia în lucrare (sinonim: căuș).
- candelă - stâlp rotund de lemn, folosit la susținerea centrului unei bolți de tunel până la turnarea și întărirea betonului.
- cantilever - tip de pod metalic ale cărui grinzi principale nu au o susținere directă și suspendă la rândul lor o grindă cu o deschidere redusă.
- caplama - mod de prindere a scândurilor la un perete exterior, la o învelitoare de acoperiș, în care fiecare scândură acoperă pe cea învecinată pe o anumită lățime.
- capra casei - grindă groasă plasată la acoperișul casei.
- capra podului - element de construcție format din două picioare, unite în partea superioară cu o cosoroabă.
- capră - dispozitiv alcătuit din două picioare în formă de V răsturnat (sau din lemne încrucișate), legate printr-o grindă la partea superioară și care serveste la susținerea schelelor de lucru mici, a unor platforme etc.
- carcasă de armare - armătura unei piese de beton armat, alcătuită din vergele sau din bare de oțel sudate sau legate între ele pentru a realiza o armătură nedeformabilă în timpul betonării.
- carelaj:

- ansamblu de piese care acoperă suprafața unui element de construcție și care alcătuiesc un desen format din figuri geometrice;
- pardoseală, pavaj alcătuit din piese așezate în carouri.
- carieră - exploatare la zi de roci consistente (calcare, granite, bazalturi etc.) din zăcăminte care ajung la suprafață.
- carnet de măsurători - vezi atașament.
- carotă:

- probă de rocă extrasă prin foraj în vederea verificării proprietăților unui teren.
- probă cilindrică de material luată din betonul de fundație al unei șosele, în vederea verificării proprietăților fizice și mecanice ale acestuia în laborator.
- carton gudronat (sau asfaltat) - carton impregnat cu gudron sau cu smoală și folosit la etanșări.

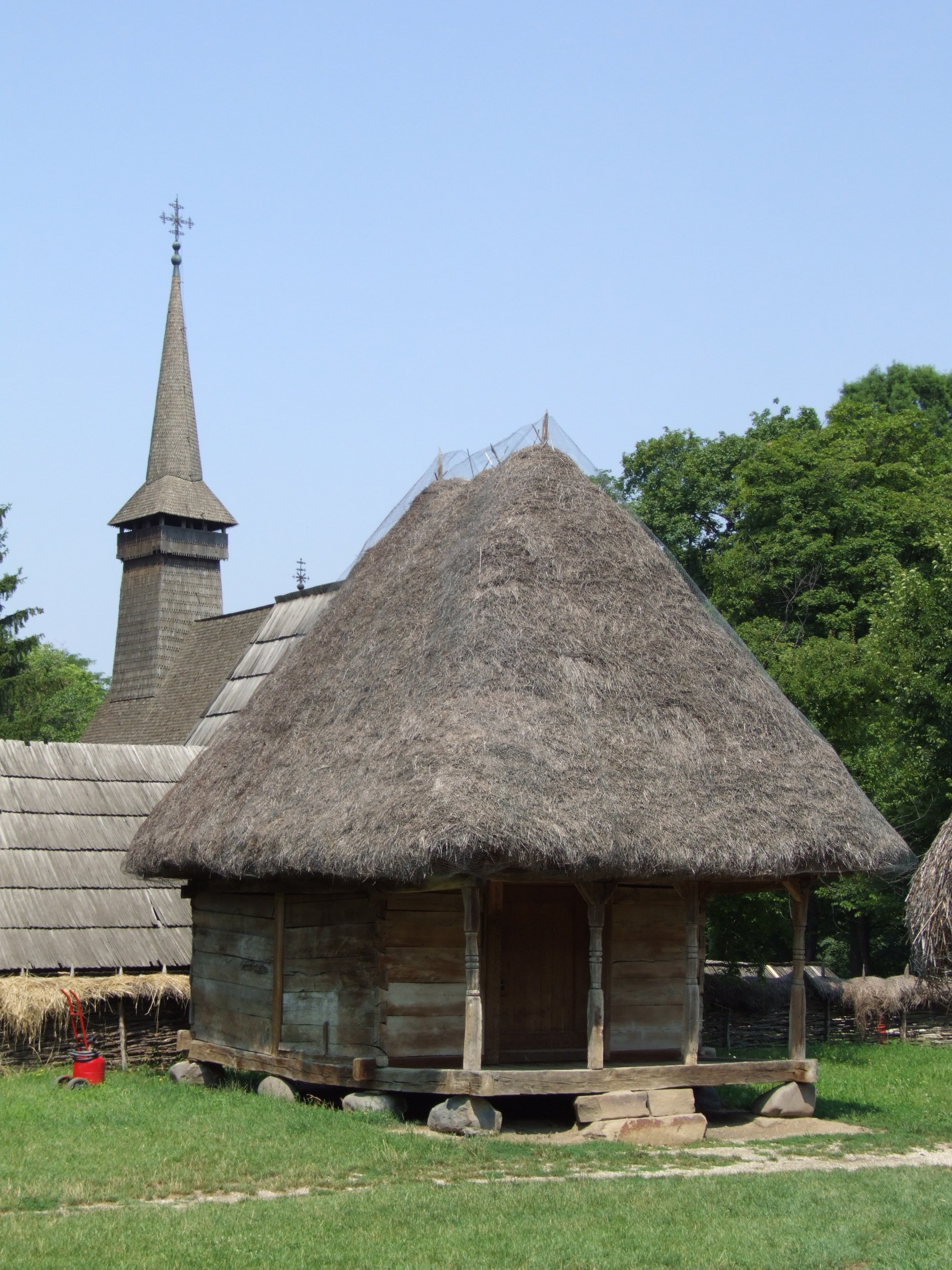
Casă țărănească din Șurdești, Maramureș

- casă:

- clădire destinată a servi ca locuință omului;
- încăpere sau construcție cu o anumită destinație.
- casa ascensorului - spațiul în care se deplasează cabina unui ascensor.
- casa scării - spațiul în care este construită scara la o clădire cu mai multe etaje.
- casă de paiantă - tip tradițional de construcție rurală, realizată dintr-un amestec de materiale naturale, cum ar fi argilă, paie⁠(d) și uneori bălegar, aplicate pe o structură de lemn sau nuiele.

- casíu - șanț sau rigolă pietruită care servesc la scurgerea apei de ploaie pe o suprafață înclinată de teren.
- cat - vezi: nivel.
- cavalet - suport de lemn care se fixează provizoriu pe cofrajul unui planșeu de beton și pe care se sprijină dreptarul cu care se face nivelarea planșeului după turnarea betonului.
- călăreț - bară scurtă din fier-beton, care face parte din armătura unei piese din beton armat, montată în zona reazemelor acesteia (sinonim: cavaler).
- călcâi:

- piesă prismatică, fixată pe fața unui element de construcție pentru a împiedica alunecarea unui alt element sau ca piesă de rezistență.
- crestătură în partea de jos a căpriorilor, unde se îmbină cu cosoroabele în altă crestătură numită cuib, și se prind de acestea prin cuie de lemn.
- cămășuială:

- căptușeală (sau manta) de tunel executată din zidărie când terenul este stâncos și roca poate fi dezagregată prin îngheț și dezgheț;
- îmbrăcăminte de beton armat, aplicată pe zidărie, beton sau beton armat pentru a le mări rezistența.
- căprior - bară de lemn așezată pe penele unui acoperiș în sensul liniei de cea mai mare pantă a versantului și care servește la susținerea învelitorii și la transmiterea la pene a greutății acesteia și a încărcăturii accidentale a acoperișului (zăpadă, vânt etc.).
- căptușeala tunelului - strat de material care căptușește fața interioară a unei galerii de tunel, pentru a prelua apăsarea terenului și a împiedica infiltrarea apei în galerie (sinonim: mantaua tunelului).
- cărămidă - material de construcție preparat dintr-o pastă de argilă sau din alte materiale (exemple: cărămizi carbonatate, cărămizi de beton, cărămizi din zgură de furnal), prin presare mecanică, urmată de uscare și apoi ardere.
- cărămidă antiacidă - cărămidă rezistentă la acțiunea acizilor și utilizată la căptușirea recipientelor pentru acizi sau a pereților și pardoselilor camerelor în care se lucrează cu astfel de substanțe.
- cărămidă aparentă - cărămidă specială, de calitate superioară, care este folosită la zidirea unor fațade și care rămîne netencuită.
- cărămidă refractară - cărămidă fabricată din materiale cu temperatură de topire foarte ridicată și folosită la căptușirea focarelor și a altor instalații industriale care lucrează la temperaturi înalte.
- ceamur - material de construcții alcătuit dintr-o pastă de argilă amestecată cu paie, utilizat la tencuitul caselor țărănești sau al unor construcții provizorii; vezi și chirpici.
- celochit - chit alcătuit din suspensie de bitum moale filerizat cu var gras și cu un adaos de fibre de celuloză și care servește la colmatarea rosturilor dintre plăcile de beton sau ca strat hidroizolator.
- centură - grindă din beton armat, de zidărie armată sau, mai rar, din lemn, rezemată în toată lungimea ei pe zidurile portante ale unei clădiri, cu scopul de a asigura legătura generală, orizontală a zidului.
- centură antiseismică - centură care preia eforturile de întindere ale zidăriei cauzate de cutremure.
- centură de ancorare - centură care asigură legarea între ele a zidurilor sau a elementelor prefabricate.
- centură de repartizare - centură care servește la repartizarea încărcărilor transmise de grinzi, de arce sau de bolți etc.
- centură de siguranță - echipament de protecție individuală contra căderii muncitorilor care lucrează la înălțimi mari.
- ceramică - produs obținut din argile, caolin, cuarțite, magnezit ș.a. prin arderea în cuptoare și folosit în construcții cu rol decorativ.
- cheie, la ~ - (despre apartamente, case etc.) care este complet finisat, care este bun pentru a fi dat în folosință.
- cheotoare - (termen popular) loc unde se împreună bârnele la colțurile caselor; culmea casei în locul unde se împreună cu căpriorii.
- cheramzit - argilă expandată, obținută prin arderea în cuptoare a argilelor bogate în fier și concasarea bulgărilor rezultați; se utilizează la prepararea betoanelor ușoare.
- cherestea - material de construcție lemnos, cu cel puțin două fețe plane și paralele, care se obține prin tăierea buștenilor la gater.
- chert - locul de îmbinare a căpriorilor.

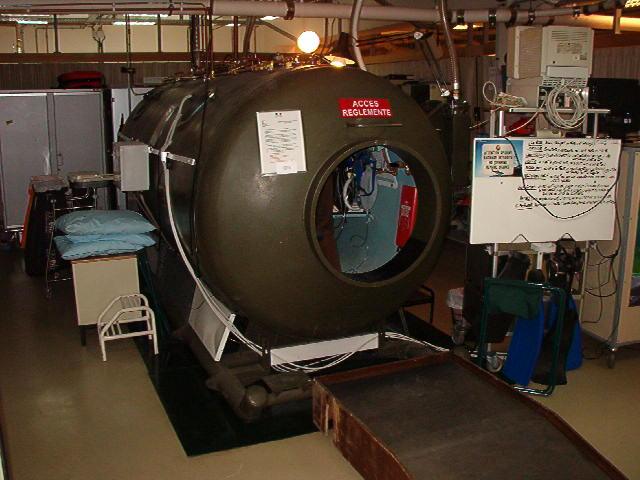
Cheson hiperbar

- cheson - piesă prefabricată de beton armat care se folosește ca element de rezistență la executarea unor tipuri de acoperișuri sau de planșee.
- cheson pentru fundații- construcție de beton, de zidărie, din oțel sau, mai rar, din lemn, de forma unei cutii având numai pereți laterali, care servește la executarea fundațiilor sub apă sau în terenuri moi (vezi și: clopot scufundător).
- chesonier - lucrător specializat în executarea lucrărilor la presiune înaltă în chesoanele cu aer comprimat.
- chirpici - cărămidă nearsă, de dimensiuni mari, făcută din argilă amestecată cu paie și bălegar uscat la soare, folosită ca material de construcție în special la case țărănești și la construcții agricole.
- chișai:

- pământ gras, de culoare albă sau gălbuie, cleios, folosit pentru lipirea caselor;
- pământ necoeziv (de obicei nisip amestecat cu argilă), afânat și saturat de apă sub presiune și care este impropriu așezării fundațiilor.
- chit - pastă formată dintr-un praf mineral și un liant și care se întărește la aer și este utilizat la fixarea geamurilor, la astuparea găurilor și a crăpăturilor, la netezirea suprafeței pieselor în vederea vopsirii lor.
- chituire - fixare, acoperire cu chit.
- chiuvetă - vas de porțelan, de faianță, de inox etc, prevăzut cu scurgere, fixat sub un robinet, care este folosit la spălat.
- ciment - material de construcții sub formă de pulbere fină, având rol de liant hidraulic; are proprietatea de a face priză în contact cu apa în urma unor reacții chimice și după un timp se întărește, căpătând consistența pietrei.

- ciment aluminos - ciment obținut prin arderea unui amestec de materii prime bogate în alumină cu var sau calcar, urmată de măcinarea amestecului.
- ciment cu întărire rapidă - ciment cu adaos de gips sau alte substanțe minerale, care determină întărirea betonului în scurt timp.
- ciment expansiv - ciment cu adaos de ipsos și hidroaluminat tetracalcic, utilizat la fixarea mașinilor în fundații, la înnădirea unor piese de beton, la umplerea crăpăturilor etc.
- ciment metalurgic - ciment Portland conținând zgură metalurgică granulată, utilizat la prepararea betoanelor rezistente la ape agresive.
- ciment Portland⁠(en)[traduceți] - ciment obținut prin arderea unui amestec de argilă, calcar și alte componente și al cărui liant seamănă cu piatra de calcar de pe insula Portland⁠(en)[traduceți].
- ciment roman - produs obținut prin calcinarea marnelor cu un conținut mare de argilă, care, în contact cu aerul sau cu apa, se întărește repede.

- cimentare - operația de injectare a mortarului sau a laptelui de ciment în terenuri, în roci, în betoane fisurate sau în spațiul în care s-a montat un cablu de pretensionare.
- cimentometru - aparat pentru determinarea modului de distribuire a cimentului în spațiul dintre coloana unei sonde și teren.
- cintru - construcție auxiliară de lemn sau metal, folosită ca element de susținere a tiparului în timpul construirii unui arc sau bolți.
- cioc - îndoitură de la capătul vergelei de armare pentru o mai bună fixare în beton.
- ciocănirea cofrajelor - procedeu de îndesare a betonului proaspăt prin lovirea tiparelor sau a cofrajelor în vederea obținerii unui beton omogen și compact.
- clește - element de solidarizare și consolidare a mai multor piese de lemn cu plan median comun, alcătuit din două lemne semirotunde, așezate de-o parte și de alta a pieselor consolidate (sinonim: moază).
- clincher - produs intermediar obținut la fabricarea cimenturilor prin încălzirea materiei prime până aproape de temperatura de vitrifiere și prin transformarea acesteia într-o masă compactă și dură.
- clincher ceramic - produs ceramic clincherizat și glazurat, de formă prismatică, folosit la pardoseli și pavaje sau la placarea pilelor și a culeelor de poduri (sinonim: keramit).
- clincherizare - proces industrial folosit la fabricarea cimentului și în industria ceramică, prin care amestecul de materii prime se calcinează astfel ca topitura formată să umple parțial porii produsului rezultat.
- clopot scufundător - cameră de lucru în formă de cutie fără fund, care se cufundă în apă și în care se introduce aer comprimat pentru a permite executarea lucrărilor sub apă (vezi și cheson pentru fundații).
- closet - instalație igienică pentru urinare și defecare; sinonim: latrină.
- coamă:

- linia de intersecție a două versante de acoperiș care formează un unghi în exterior;
- pană de acoperiș așezată în lungul crestei, la partea superioară a fermelor, servind la solidarizarea acestora și la rezemarea căpriorilor;
- piesă în formă de jgheab scurt folosită la acoperirea coamei de acoperiș.
- coeficient de echivalență - raportul dintre modulul de elasticitate al oțelului și cel al betonului dintr-o piesă de beton armat.
- cofraj - tipar de lemn sau de metal, utilizat la executarea pieselor de beton sau de beton armat pentru a li se da forma prevăzută în proiect.
- cofrare - operația de fasonare și de montare a cofrajului unei construcții sau a unui element de construcție din beton sau beton armat.
- colmatare - fenomenul de depunere a materialului transportat de ape, având ca rezultat ridicarea treptată a nivelului terenului, a fundului unui bazin sau al unei porțiuni dintr-o albie.
- colțar:

- piesă din metal cu două aripi sau laturi în unghi drept, care servește la consolidarea unei îmbinări de colț;
- unealtă alcătuită din două brațe dispuse la 90o, cu ajutorul căreia se trasează unghiuri drepte.
- compactometru - aparat cu ajutorul căruia se determină gradul de îndesare al solului.
- compactor - utilaj folosit pentru îndesarea umpluturilor de pământ și a altor materiale de construcție, a stratului de la suprafața terenului sau a straturilor de materiale așternute pe o cale de comunicație.
- compresor rutier - mașină rutieră autopropulsată, folosită pentru compactarea terasamentelor și a straturilor componente ale unei fundații.
- concasare - operația artificială de sfărâmare și de mărunțire a rocilor dure în vederea obținerii de agregate naturale.
- condens -

- fenomen de infiltrare a vaporilor de apă și a unor specii de ciuperci în pereții locuințelor; igrasie;
- apă rezultată prin lichefierea vaporilor pe suprafețe cu temperaturi mai scăzute decât a aerului cu care vin în contact.
- consolă:

- element de contrucție încastrat la un capăt și liber la celălalt, având rolul de a suporta o sarcină pe latura orizontală superioară.
- porțiunea liberă, dincolo de ultimul reazem, a unei grinzi sprijinite pe două sau mai multe reazeme.
- consolidare - totalitatea lucrărilor executate pentru creșterea capacității de rezistență a unei construcții sau pentru remedierea defectelor provocate de agenți externi.

- consolidare a unui terasament - executarea unor lucrări pentru a preveni sau remedia degradări ale terasamentelor (ziduri de sprijin, pământuri armate, barete, coloane forate, contrabanchete etc.)
- consolidare a unui teren - procesul de evoluție în timp a deformării pământurilor prin reducerea volumului porilor sub acțiunea unei solicitări exterioare constante, prin eliminarea fluidelor din pori.

- construcție - lucrare legată de teren, executată din diverse materiale (zidărie, lemn, beton, metal etc.) și care servește ca adăpost (pentru oameni, animale, materiale) la realizarea unor procese de producție, în scopuri culturale, sportive etc.
- construcții - ramură tehnicii care se ocupă cu proiectarea, calculul și executarea construcțiilor de orice fel, cu studiul propietăților materialelor folosite, precum și cu probleme de organizare a construcțiilor.
- contracție - proces fizico-chimic prin care cimentul sau betonul își micșorează volumul în timpul întăririi.
- contrafișă - element structural, solicitat în special la compresiune, utilizat pentru a asigura stabilitatea și a preveni deformarea structurii, în formă de bară sau grindă diagonală, montată între două elemente principale, cum ar fi între stâlpi și grinzi sau între stâlpi și pereți.
- contrafort - masiv de zidărie sau de beton care ace corp cimun cu un zid mai înalt și care servește la preluarea forțelor orizontale importante.
- contrafruct - vezi fruct.
- contrasăgeată - deplasare pe verticală, opusă sensului de acționare a forțelor, care se dă, la execuție, mijlocului unui element de construcție (arc, boltă, cintru etc.) și care reduce sau anulează săgeata elastică datorată încărcărilor verticale.
- contratreaptă - suprafață verticală, vizibilă, a unei trepte.
- contravântuire - element de construcție în formă de grindă cu zăbrele, destinată să preia forțele orizontale (cum ar fi presiunea vântului) și să le transmită la reazeme.
- cornier(ă) - bara metalică laminată, cu secțiunea de forma literei L.
- coronament - element terminal situat la partea superioară a unei construcții, cum ar fi: aticul sau cornișa unei clădiri, partea superioară a unui dig, a unei pile, a unei culee etc.
- cosoroabă:

- fiecare din cele opt bârne așezate orizontal deasupra pereților casei, spre a sprijini căpriorii;
- element al unei construcții, făcut din lemn, oțel sau beton, folosit ca piesă de rezistență; grindă.
- coș de fum - canal îngust, izolat sau făcut în zid și trecut prin acoperișul unei case, prin care iese fumul de la sobă, de la vatră etc.; vezi și horn.
- culee:

- infrastructură (picioare extreme) de la capătul unui pod și care preia sarcinile transmise de suprastructura podului și de a susține calea de acces pe pod;
- masiv de zidărie care prin masa sa rezistă la împingerea unui arc, a unei bolți sau a unei arcade.
- culme - muchie orizontală formată de cele două planuri înclinate ale acoperișului unei case.
- curgerea lentă a betonului - schimbarea de volum a betonului, datorită încărcărilor care produc deformații elastice și vâscoase-plastice și dau eforturi interioare.
- cușac - vezi riglă.
- cuzinet - element de construcție care transmite reacția de la un element superior la altul inferior și o repartizează pe o suprafață mai mare.

## D
- dalaj - pavaj, pardoseală sau placaj de zidărie, alcătuit din dale de piatră artificială sau naturală și care se utilizează la alei, peroane sau ca pardoseală la construcții civile.
- dală - piatră poligonală de piatră naturală, beton armat, plastic, metal, folosită la executarea unor pardoseli și pavaje, precum și a unor placaje de zidărie.
- debleiere - ansamblu de operații efectuate pentru realizarea unei săpături deschise la o cale de comunicație și care cuprinde: săparea pământului, îndepărtarea materialului săpat, consolidarea și protejarea taluzelor.
- debleu - săpătură deschisă efectuată pentru obținerea unei platforme, sub nivelul terenului natural, necesară unei căi de comunicații.
- degajament protejat  - spațiu construit închis, destinat evacuării în caz de incendiu, alcătuit și separat de restul construcției cu elemente de construcție rezistente la foc și care să nu fie inundat cu fum un timp determinat.
- demisol - parte a unei clădiri situată pe jumătate sub nivelul solului, sub parter; vezi și subsol.
- deschidere:

- spațiu liber amenajat între două construcții, între doi stâlpi etc.;
- distanță măsurată pe orizontală dintre două reazeme consecutive ale unui element de construcție sau dintre fălcile unei unelte de prindere sau ale unui dispozitiv de fixare, dintre brațele unui unghi.
- deșeuri (din construcții) - materiale sau resturi generate în timpul activităților de construire, renovare, reabilitare sau demolare⁠(d) a clădirilor, infrastructurilor sau altor structuri; sinonim: moloz.
- dezafectare - schimbare a destinației unui imobil.
- diafragmă - element de construcție alcătuit dintr-o placă plană sau dintr-un planșeu.
- duș - instalație sanitară într-o cabină de duș, care face parte dintr-o baie modernă; servește la curățarea corporală rapidă.
- dușumea - pardoseală (de regulă, de scânduri) a unei încăperi.

## E
- ecarisare - operație manuală de tăiere și de fasonare a buștenilor pentru a se obține diferite piese de lemn prismatice (grinzi, traverse etc.).
- echipament greu - totalitatea vehiculelor grele, special concepute pentru executarea sarcinilor de construcție, cel mai frecvent cele care implică operațiuni de terasament sau alte sarcini mari de construcție; altă denumire: utilaj greu.
- echivalent - încărcarea uniformă repartizată care determină într-o secțiune dată a unui element de construcție (grindă, arc etc.) același efort (moment încocvoietor, forță tăietoare etc.) ca și încărcarea reală.
- ecluză de aer - cameră cu pereți de metal, așezată la partea superioară a sasului unui cheson cu aer comprimat, care servește la realizarea presiunii atmosferice din interiorul chesonului în momentul intrării și ieșirii lucrătorilor.
- element de construcție - parte componentă a unei construcții care îndeplinește o funcție oarecare (de exemplu grindă).
- eșafodaj - vezi schelă.
- etanșeitate - proprietate a unui element de separare într-o clădire, de a nu permite trecerea apei sau, atunci când este expus la foc pe o față, de a împiedica trecerea flăcărilor și gazelor fierbinți sau de a evita apariția flăcărilor pe fața neexpusă.
- eternit - vezi azbociment.
- etrier - denumirea ramelor din fier striat sau oțel, care îmbracă barele utilizate la armarea stâlpilor, centurilor, grinzilor, scărilor.

## F
- faianțare - executare a unui placaj alcătuit din plăci de faianță.
- faianță - produs ceramic, obținut prin ardere din argilă, nisip sau din caolin, feldspat și cuarț și utilizat pentru fabricarea obiectelor casnice, sanitare, pentru căptușirea pereților etc.
- falț:

- tăietură făcută pe marginea unei scânduri, țigle etc. ce permite îmbinarea cu altă scândură, țiglă etc. prelucrată corespunzător;
- îndoitură a marginii unei foi de tablă care permite îmbinarea cu altă tablă.
- fâșii de planșeu - elemente de construcție prefabricate din beton armat, cu lungimea mult mai mare decât lățimea și care, montate unele lângă altele, alcătuiesc planșeele prefabricate.
- fibrociment - vezi azbociment.
- fier-beton - produs siderurgic în formă de bară, folosit la realizarea armăturilor construcțiilor din beton; sinonim: oțel-beton.
- filer - material pulverulent (praf de calcar, de var stins, negru de fum etc.) folosit pentru a mări consistența, adezivitatea și stabilitatea termică a unor materiale de construcție.
- finisaj - etapa finală de lucrări și intervenții efectuate într-un proiect de construcție, în care se adaugă straturi sau elemente decorative pentru a finaliza și a îmbunătăți aspectul estetic și funcțional al unei clădiri sau al unei structuri.
- fir cu plumb - dispozitiv pentru determinarea sau verificarea direcției verticale, format dintr-o sfoară subțire având atârnată la un capăt o greutate metalică.
- fișă - adâncime de batere a piloților.
- fruct - înclinare, față de verticală, a feței văzute a unei zidării, datorită diferenței de grosime dintre partea inferioară și cea superioară a acesteia; când grosimea este mai mare în partea superioară, înclinarea se numește contrafruct.
- furnir - foaie subțire de lemn care servește la fabricarea placajelor, a panelelor, în industria mobilei etc.

## G
- gabarit de construcție - contur poligonal care mărginește secțiunea transversală a unei construcții.
- galerie - coridor, în general lung și îngust, care servește ca element de legătură între mai două încăperi.
- gard - 	construcție (de lemn, de piatră, de metal etc.) care înconjoară un teren, o curte sau o grădină.
- gazificare - intriducerea de pori în masa unui material păstos (mortar, beton, adeziv) prin adăugarea unei substanțe care dezvoltă un gaz.
- geam - placă de sticlă caracterizată prin transparență, impermeabilitate și duritate mare și utilizată la ferestre.
- glaf:

- element de construcție, de formă dreptunghiulară, folosit la căptușirea părții inferioare a golurilor la ferestre, cu scopul de a o proteja și a dirija spre interior curentul de aer cald produs de calorifere;
- muchia finisată a marginii unui gol (de fereastră, ușă, nișă) dintr-un perete.
- glet - strat subțire de var sau de ipsos aplicat peste tencuială, pentru a obține o suprafață netedă de zugrăveală sau de văruială.
- grătar - rețea alcătuită din vergele de oțel-beton, așezate pe două direcții în cruce, legată în punctele de încrucișare și formînd armătura betonului.
- greder - mașină folosită pentru diverse operații de construire și de întreținere a drumurilor, îndeosebi pentru nivelări.
- grindă:

- element de construcție din lemn, oțel, beton armat etc., cu lungime mare, folosit la preluarea sarcinilor aplicate lateral față de ea (de obicei verticale);
- fiecare dintre bârnele orizontale pe care se sprijină greutatea acoperișului casei țărănești, vizibile din odaie.
- grup sanitar - încăpere prevăzută cu closet, chiuvetă și uneori cu cadă de baie și/sau duș.
- guseu - placă de oțel care servește la prinderea barelor ce se unesc într-un nod al unei grinzi; altă denumire: brachet.

## H
- Hidrantul de incendiu exterior este un dispozitiv fix cu robinet (vană) aflat în exteriorul clădirilor și racordat la conductele de distribuție a apei sub presiune, care permite alimentarea autospecialelor de pompieri în caz de incendiu.
- hidrofob - (despre materiale) care are proprietatea de a nu absorbi apa, de exemplu: bitum, gudron, parafină.
- hidromecanizare - ansamblul procedeelor de mecanizare a lucrărilor de pământ din construcții cu ajutorul jeturilor de apă sub presiune.
- horn -  parte a coșului de fum la o casă, constituită din canalul îngropat în zidărie (și din porțiunea ieșită în afară prin acoperiș); prin extensie, întregul coș de fum al unei case.
- HVAC - vezi încălzire, ventilație și aer condiționat.

## I
- igrasie - umezeală persistentă a pereților unei construcții, datorită reținerii apei în porii materialelor din care sunt construiți (cărămidă, beton, mortar, tencuială).
- infiltrație - cantitate de apă provenită din precipitațiile atmosferice, care pătrunde în pământ, în zidurile unei construcții etc.
- infrastructură - ansamblul lucrărilor sau al elementelor care se găsesc sub planul de rezemare al unei construcții, o fixează pe teren și transmit acestuia forțele care încarcă construcția.
- instalații sanitare - ansamblurile de conducte, accesorii și dispozitive care servesc la: încălzirea și răcirea ventilatoarelor, aducerea apei potabile într-o clădire și la evacuarea apelor uzate, a apelor pluviale și a deșeurilor;
- integritate structurală - capacitate a unui sistem structural de a-și menține rezistența, rigiditatea și stabilitatea în timpul funcționării și sub sarcini de încărcare normale sau extreme; este esențială pentru asigurarea siguranței și durabilității clădirilor și structurilor.

## Î
- încastrare - vezi ancastrament.
- încălzire, ventilație și aer condiționat - (acronim: HVAC) sistem integrat de tehnologii și echipamente utilizate pentru controlul condițiilor ambientale în interiorul clădirilor, cu scopul de a asigura confortul termic și calitatea aerului.

## J
- jug - grindă rezemată la capete pe două grinzi paralele ale unui planșeu și care servește ca reazem pentru alte grinzi, fără a fi rezemate direct pe zidărie din cauza unui gol (de ușă, de fereastră etc.).

## L
- "la cheie" - (despre locuințe, uzine etc.) expresie care semnifică: complet finisat, bun pentru a fi dat în folosință.

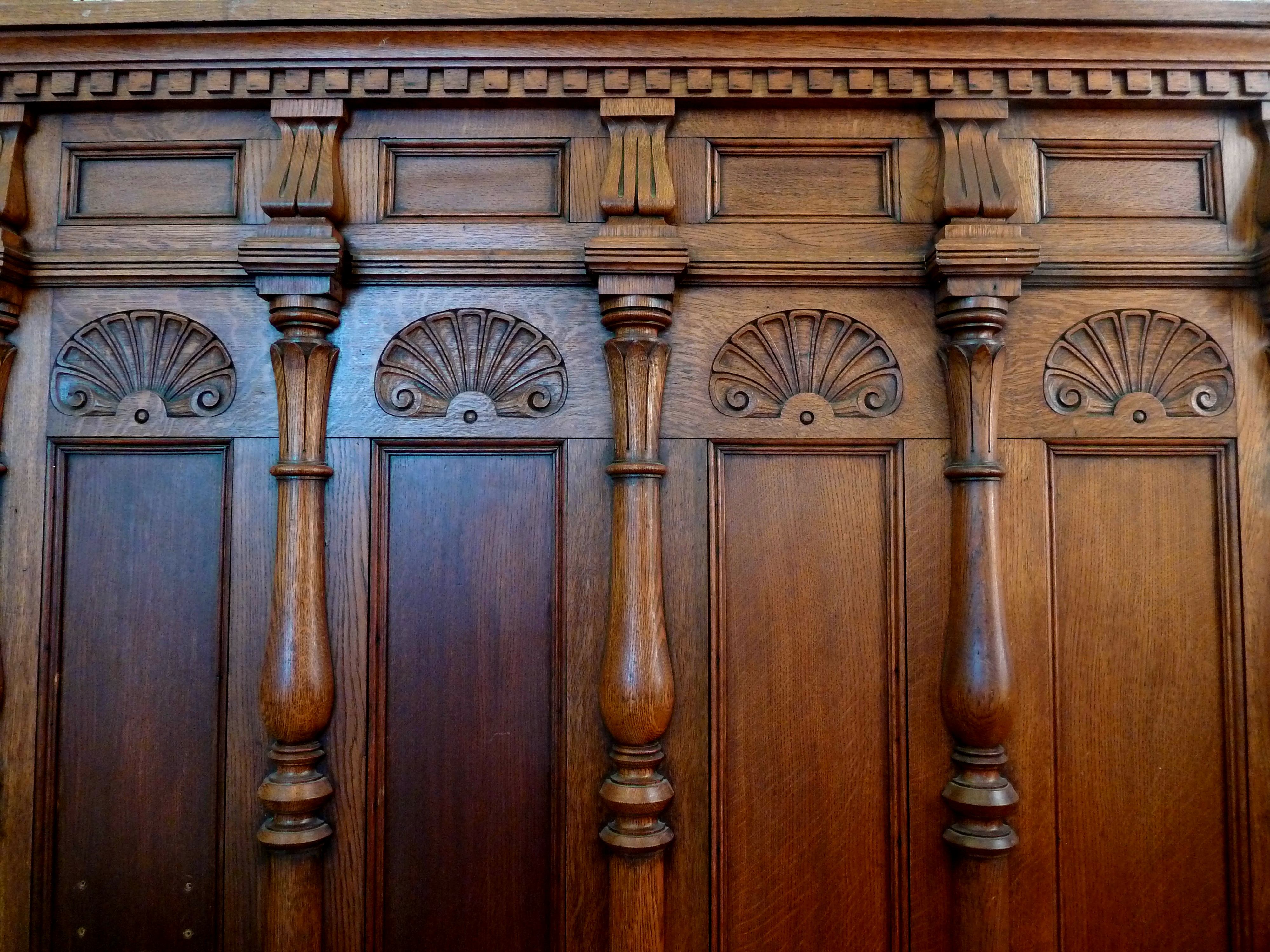
Lambriu din stejar sculptat

- lambriu - îmbrăcămintea (de obicei din lemn) care acoperă, parțial sau total, pereții unei încăperi și care poate avea rol decorativ sau de protecție.
- laminor - mașină cu care se fărâmițează anumite materiale pentru pregătirea pastei de argilă, a nisipului de concasor etc.
- lapte de ciment - suspensie de ciment în apă, care servește la sclivisirea pieselor de beton, la impermeabilizarea sau la consolidarea unor roci.
- lapte de var - suspensie de var stins în apă, care, împreună cu alte adaosuri, servește la executarea spoielilor, iar împreună cu pigmenți, servește la executarea zugrăvelilor.
- lată - scândură cu muchiile drepte, folosită la operații de trasare și nivelment, precum și la măsurarea denivelărilor suprafețelor.
- latrină - vezi closet.
- lemn stratificat - material asemănător contraplacajului, obținut prin suprapunerea unui număr de foi de furnir cu fibrele orientate pe una sau pe mai multe direcții, grosimile și orientările date diferitelor straturi fiind subordonate necesităților ce rezultă din condițiile de utilizare ale acestui material.
- liant - material care poate lega componenții unui material solid; exemple: lianți naturali (ipsos, var, argilă, bitum natural), lianți artificiali (ciment, bitum rezidual, gudroane de distilare).
- linoleum - țesătură textilă pe care s-a aplicat un amestec de substanțe grase, plastifianți, coloranți etc. și care se utilizează în industrie ca izolant, în gospodărie pentru acoperit mese, dușumele etc.
- lonjeron - element de rezistență în formă de grindă din lemn sau din metal, așezat longitudinal pe cadrul unei mașini, construcții.
- lucrare de apărare - lucrare executată în scopul împiedicării degradării unei construcții aflată sub acțiunea unor factori externi; exemple: garduri, șanțuri, anrocamente etc.
- luminator - panou sau fereastră într-un plafon, perete sau în învelitoarea unui acoperiș, cu scopul asigurării iluminării naturale.

## M
- masiv -  bloc de beton sau de zidărie de dimensiuni mari, de care se leagă sau care susține o construcție.
- mărgăritar - pietriș mărunt, de râu, cu dimensiunile granulelor de maxim 15 mm și utilizat la unele betoane, ca agregat, pentru fațade, alei etc.
- mijloace tehnice de apărare împotriva incendiilor - sisteme, instalații, echipamente, utilaje, aparate, dispozitive, accesorii, materiale, produse, substanțe și autospeciale destinate prevenirii, limitării și stingerii incendiilor[1];
- mixer - amestecător hidraulic folosit la prepararea laptelui de ciment.
- moloz - vezi deșeuri (din construcții).
- montant - bară de lemn sau de metal care se așază vertical într-o construcție și care servește ca piesă de susținere.
- mortar - material de construcție constituit dintr-un amestec de var, nisip, apă, ciment sau ipsos etc., care se folosește ca element de legătură între materiale de construcție solide.

## N
- nervură - grindă de beton armat turnată odată cu planșeul și servind la întărirea acestuia.
- nișă:

- adâncitură cu scop estetic într-un zid;
- intrare amenajată pe o latură a unei încăperi, care servește ca anexă a unei camere de locuit.
- nivel - totalitatea încăperilor unei clădiri, cuprinse între două planșee, situate deasupra terenului (sinonim: cat).

## O
- osatură - vezi schelet.
- OSB - material, rezistent la solicitări mecanice și intemperii, realizat sub formă unor panouri de diferite grosimi care conțin lemn de diferinte esențe.
- oțel-beton - vezi fier-beton.

## P
- PAL - vezi placă din așchii de lemn.
- palier:

- porțiune orizontală, la o scară, de obicei la nivelul fiecărui etaj;
- ansamblul planșeelor unei construcții, aflate la același nivel;
- porțiune orizontală a unui traseu rutier sau de cale ferată.
- pană - grindă longitudinală rezemată pe elementele transversale de rezistență ale acoperișului.
- panel - placă de lemn, cu miez de șipci, de scânduri înguste sau de fâșii de furnir gros, acoperit pe ambele fețe cu câte o foaie de furnir, folosit mai ales la fabricarea mobilelor.
- panou SIP - tip de material de construcție, caracterizat prin eficiența energetică și proprietăți structurale deosebite, compus din trei straturi: două fețe exterioare, de obicei din placaj, OSB sau placaj fibrociment, și un nucleu de material izolant, cum ar fi spuma rigidă de polistiren expandat, spuma poliuretanică sau spuma poliizocianurată.
- parapet - perete scund la marginea unei punți, a unui pod etc. pentru a împiedica căderea lucrurilor, a oamenilor.
- parcán:

- întărire, fortificație din bârne, scânduri; zid de aparare, parapet;
- îngrăditură de lemn, palancă realizată pentru zăgăzuirea apelor;
- construcție rudimentară cu rol de delimitare sau încadrare (perete, zid, gard, strungă);
- părți de construcție sau de instalații cu rol de sprijin, de fixare (toc, pervaz, prag, șipcă etc.).
- parchet - pardoseală executată prin îmbinarea între ele (în formă de desene geometrice) a unor piese din lemn tare (stejar, fag etc.) prelucrate special.

- parchet SPC - tip de pardoseală compozit, realizată din praf de piatră și polimeri de plastic.

- pardoseală - înveliș, strat de scânduri, de mozaic, de asfalt, de ciment etc., așezate pe planșeul unei încăperi sau al unui spațiu pe care se circulă.
- pasarelă - trecere care unește două clădiri sau două părți ale aceleiași clădiri la nivelul etajelor.
- pavaj - strat de piatră sau alte materiale cu care se acoperă la suprafață o stradă, o curte etc.
- paviment - pardoseală a unei încăperi sau pavaj al unei curți interioare, făcute din piatră, mozaic etc., având și o funcție decorativă.
- perete - element vertical de formă plană, care are rolul de a delimita și compartimenta spațiile dintr-o clădire.

- perete portant - perete care are rolul de a susține greutatea (sarcinile verticale) ale structurilor de deasupra sa, cum ar fi etaje superioare, acoperișuri sau alte elemente de construcție; poate contribui și la stabilitatea laterală a clădirii, ajutând la rezistența împotriva forțelor orizontale, cum ar fi vântul sau cutremurele.

- peréu - strat de piatră care căptușeste un taluz, un șanț sau o suprafață înclinată de teren pentru a împiedica surparea pământului sau eroziunea lui de către ape.
- pervaz:

- cadru de scânduri care acoperă rostul dintre perete și tocul unei uși, al unei ferestre etc.; (prin extensie) partea de jos a tocului unei ferestre;
- deschizătură în care este situată o ușă sau o fereastră;
- șipcă sau scândură îngustă, fixată la marginea dinspre perete a unei pardoseli de lemn pentru a acoperi rostul dintre pardoseală și perete.
- PFL - vezi placă din fibre de lemn.
- piatră concasată - rocă de dimensiuni mici, obținută prin concasarea pietrei și utilizată la drumuri pavate, balast pentru căi ferate, la producerea betonului.
- piatră unghiulară - la unele clădiri, prima piatră care a fost sigilată în timpul construcției.
- pilă - picior intermediar între culeele unui pod, din zidărie, beton sau metal.
- pilot - stâlp de lemn, de oțel sau de beton (armat), fixat în pământ (vertical sau înclinat) pentru a transmite la straturile de teren rezistent greutatea construcțiilor de deasupra sau pentru a consolida terenul; stâlp de susținere.
- placaj - material de construcție compus din straturi subțiri de lemn, denumite furnire, care sunt lipite și presate împreună pentru a forma o placă solidă.
- placă aglomerată din lemn - (abreviere PAL) material lemnos sub formă de placă obținut prin presarea de lemn în combinație cu diferiți lianți.
- placă din fibre de lemn - (abreviere PFL) placă aglomerată din lemn, la care fibrele lemnoase sunt amestecate cu lianți pe bază de rășini formaldehidice, presărate pe bandă de oțel și apoi presate.
- plan de analiză și acoperire a riscurilor - documentul care cuprinde riscurile potențiale dintr-o unitate administrativ-teritorială, măsurile, acțiunile și resursele necesare pentru managementul riscurilor respective.
- planșeu - element orizontal de construcție, din lemn sau din beton armat, care desparte etajele succesive ale unei construcții.
- plasă sudată - rețea formată din bare de oțel sudate între ele în punctele de întâlnire (numite noduri) și care formează ochiuri pătrate sau dreptunghiulare; este utilizată la armarea betonului.
- plintă - bloc paralelipipedic amplasat la partea de jos a pereților unei încăperi pentru a-i apăra împotriva loviturilor și a umezelii sau pentru a acoperi rostul dintre pardoseală și perete.
- pod - construcție de lemn, de piatră, de beton, de metal etc. care leagă între ele malurile unei ape sau marginile unei depresiuni de pământ, susținând o cale de comunicație terestră (șosea sau cale ferată) și asigurând continuitatea căii peste un obstacol natural sau artificial.

- pod arcuit - tip de pod în care structura principală de susținere este un arc.
- pod basculant - pod mobil situat pe direcția care traversează alte rute de trafic, deseori rute de transport pe apă, care necesită doar ocazional o degajare mai înaltă petru a permite trecerea navelor.
- pod de apeduct - pod construit pentru a transporta apa deasupra obstacolelor precum văi și râpe.
- pod de lemn - cel mai vechi tip de pod, având ca material de construcție lemnul.
- pod în consolă - tip de pod format dintr-o structură, numită consolă, care se extinde orizontal și este fixată doar la un capăt.
- pod pe grinzi - tip de pod unde tablierul este susținut de grinzi orizontale sprijinite pe piloni sau reazeme la capete, în care caz greutatea vehiculelor și a pietonilor este preluată de tablier și transmisă prin grinzi către piloni.
- pod rabatabil - pod mobil defensiv care coboară și se ridică pentru a deschide sau închide trecerea peste un șanț care înconjoară o structură fortificată cu scop de apărare.
- pod suspendat (pe cabluri) - formă specială de pod suspendat, realizat din frânghii din fibre naturale, fibre sintetice sau cabluri de oțel, care este construit fără pilonii obișnuiți.

- pomostire - (despre pardoseala de lut a unei încăperi) bătătorire, nivelare; lipire.
- pop - stâlp vertical la o construcție.
- prag - partea de jos, orizontală, a unui toc de ușă sau a unei porți, puțin mai ridicată de la pământ, peste care se trece la intrare și ieșire.
- prevenirea incendiilor - ansamblul de măsuri, practici și reguli implementate în proiectarea, construcția și întreținerea clădirilor și infrastructurilor pentru a reduce riscul de incendiu, a limita răspândirea acestuia și a proteja viețile umane și bunurile materiale; exemple: amenajare de căi de evacuare, de compartimente anti-incendiu, de hidranți și sisteme de detectare a incendiilor, utilizare de materiale de construcție rezistente la foc.
- priză.

- deschizătură în peretele exterior al unei construcții prin care se face aerisirea.
- fenomen de transformare din stare plastică în stare rigidă a amestecurilor hidratate de lianți care se fololosesc în construcții.
- prima piatră - Vd. supra: piatră unghiulară.
- profil - piesă decorativă, în relief, folosită la ornamentarea unei clădiri, la consolidări aparente, la îmbunătățirea acusticii unei săli etc.
- proprietăți structurale - caracteristicile fizice și mecanice ale materialelor și elementelor de construcție care determină capacitatea acestora de a susține încărcături, de a rezista la diferite tipuri de forțe și de a menține stabilitatea și integritatea structurală a unei clădiri sau infrastructuri.
- punte - scândură groasă sau panou îngust așezat pe o schelă, pe care circulă muncitorii când lucrează la înălțime.

## R
- rabiț - plasă (rețea) de sârmă galvanizată cu ochiuri de dimensiuni variabile, în general între 1 și 4 cm; utilizată ca suport al tencuielii sau al altor finisaje exterioare.
- radier:

- tip de fundație alcătuit dintr-un planșeu de beton armat, care se întinde de obicei sub întreaga construcție pe care o susține;
- cantitate de beton sau de piatră așezată la baza unui tunel.
- rampă - balustradă de lemn, de fier sau de piatră de-a lungul unei scări sau, rar, unui pod.
- recepția lucrărilor - actul prin care se certifică finalizarea lucrărilor de construcții, executate în conformitate cu prevederile proiectului tehnic și cu detaliile de execuție.
- releveu - desen care cuprinde planurile tuturor nivelurilor, planul acoperișului, principalele secțiuni, toate fațadele sub formă unor planșe redactate la scară 1:100 sau 1:50, care evidențiază spațiile și funcțiunile existente, cu indicarea cotelor, suprafețelor și a materialelor existente.
- rezistență -  capacitatea unei structuri sau a materialelor de construcții de a rezista încărcărilor și solicitărilor externe, fără a suferi defecțiuni sau deformări nedorite.
- rost:

- spațiu îngust lăsat între două construcții alăturate sau între două părți ale unei construcții, pentru a permite mișcarea lor relativă sub acțiunea forțelor interioare sau a variațiilor de temperatură;
- spațiu îngust dintre cărămizile unui zid, dintre țiglele unui acoperiș, dintre piesele care trebuie sudate etc

## S
- scarificator - utilaj prevăzut cu colți de oțel, cu ajutorul căreia se scormonește suprafața unui teren pentru a ușura executarea lucrărilor ulterioare.
- scarpă - suprafață inclinată; taluz de pământ, de pietriș, de zidărie care mărginește terasamentele, exploatările miniere, șanțurile, cursurile de apă.
- scândură - piesă de lemn cu secțiunea transversală dreptunghiulară, mai mult lată decât groasă, obținută prin tăierea în lung a trunchiului unui arbore și întrebuințată la lucrări de construcții și de tâmplărie.
- schelă - construcție auxiliară provizorie, metalică sau de lemn, servind ca suport muncitorilor care lucrează la înălțime; eșafodaj.
- schelet - totalitatea elementelor sau pieselor care constituie sistemul de rezistență al unei construcții; altă denumire: osatură.
- scenariu de securitate la incendiu - document, parte a pieselor scrise ale proiectului construcției, instalației sau amenajării, care sintetizează regulile și măsurile de apărare împotriva incendiilor stabilite prin documentațiile tehnice de proiectare/execuție elaborate; măsurile adoptate prin scenariul de securitate la incendiu se reflectă în piesele desenate ale documentațiilor de proiectare/execuție[1].
- sifon - dispozitiv utilizat în instalațiile sanitare pentru a preveni pătrunderea mirosurilor neplăcute și a gazelor din rețeaua de canalizare în interiorul clădirilor.
- spumă poliuretanică - material de tip polimer, cu o structură spongioasă, care poate fi aplicat prin pulverizare sau injectare, utilizat ca izolație și etanșare.
- stâlp - element structural vertical care are rolul de a susține greutatea unui acoperiș, etaj sau altă structură deasupra sa; stâlpii sunt realizați din beton armat, oțel, lemn sau cărămidă și sunt esențiali pentru stabilitatea și integritatea structurală a unei construcții.
- stereobat - masiv de zidărie, de obicei reprofilat sau în trepte, formând soclul unei construcții.
- stereotomie - disciplină care se ocupă cu studiul metodelor de tăiere, de fasonare și de îmbinare a corpurilor solide utilizate în construcții.
- structură:

- ansamblu de elemente de construcție solidarizate între ele, care preia toate sarcinile la care este supus acesta și le transmite la fundație;
- modul cum este zidit un edificiu.
- stuc - material de construcție, folosit ca tencuială, format din mortar și ipsos amestecat cu gelatină, clei și (uneori) cu coloranți minerali, care prin uscare și lustruire dobândește aspectul marmurei.
- subsol - totalitatea încăperilor dintr-o clădire, situate, total sau parțial, sub nivelul solului; vezi și demisol.
- supantă -  planșeu intermediar plin, deschis pe una sau mai multe laturi față de încăperea în care este dispus.
- suprastructură - totalitatea elementelor care formează partea utilă a unei construcții, înălțată deasupra fundamentului.

## Ș
- șipcă - bucată de lemn lungă și subțire, de obicei paralelipipedică, folosită la diverse lucrări de tâmplărie sau de dulgherie.

## T
- tablier⁠(d) - totalitatea grinzilor care formează sistemul de rezistență al unui pod metalic și care susține calea de circulație a acestuia.
- talpă - lemn gros, grindă care se așază la temelia unei construcții (perete, zid) pentru a o sprijini.
- tasare:

- coborârea nivelului unei porțiuni de teren sau a unui strat de material granular (afânat), sub greutatea proprie sau sub cea a construcțiilor aflate acolo;
- coborârea nivelului planului de rezemare a unei construcții.
- tâmplărie - fabricarea și instalarea elementelor din lemn sau alte materiale, cum ar fi PVC sau aluminiu, destinate confecționării de uși, ferestre, pervaze, balustrade și alte elemente similare în construcții.
- tencuială - un preparat care se aplică pe o suprafață (de obicei pe un zid) pentru a o netezi, a o proteja, a o decora.
- terasă:

- construcție deschisă, anexă a unei clădiri, așezată la nivelul parterului, al unui etaj sau pe acoperiș (servind ca loc de odihnă sau de agrement).
- suprafață plană amenajată pe o ridicătura de teren, în parcuri sau în grădini;
- porțiuni de trotuar în fața unei cafenele sau a unui restaurant, unde sunt așezate mese pentru consumatori.
- travee - porțiune dintr-o construcție (edificiu, pod, viaduct etc.) care cuprinde două puncte de reazem (stâlpi, coloane, grinzi, pile etc.) și deschiderea dintre ele.
- travertin - tuf calcaros, alb-cenușiu, care se poate lustrui ca marmura, în construcții la placarea ornamentală a fațadelor, a holurilor etc.
- treaptă:

- fiecare dintre suprafețele orizontale, cu lățime relativ mică, situate la diverse înălțimi, la distanțe egale, care alcătuiesc o scară;
- fiecare dintre barele (de lemn sau de fier) așezate transversal, la distanțe egale, între două bare verticale, alcătuind o scară; fuscel.
- turn de ventilație  - structură verticală proiectată pentru a facilita schimbul de aer între interiorul și exteriorul unei clădiri.

## U
- umidificator - aparat care mărește umiditatea dintr-o cameră prin eliberarea vaporilor în aer.
- ușă - deschizătură de formă regulată lăsată în peretele unei clădiri, pentru a permite intrarea (și ieșirea); ansamblu format dintr-un cadru fix de care se prinde o tăblie mobilă de lemn sau de metal care închide sau deschide această deschizătură.
  - ușă glisantă - ușă care se deschide prin alunecarea laterală a foii de ușă.
  - ușă pliantă - ușă cu mai multe foi prinse între ele cu balamale, care pot fi adunate la una sau la ambele extremități ale golului ușii, deschizând asfel o comunicație largă între încăperi.
- utilaj greu - vezi echipament greu.
- utilizator - persoana fizică sau juridică ce folosește un bun, cu orice titlu, în interesul său, al altuia sau în interes public[1].

## V
- var - oxid de calciu obținut prin calcinarea rocilor calcaroase (și prin hidratarea lor), folosit ca liant în construcții.

- var hidraulic - grupa de lianți cu proprietăți hidraulice, obținuți prin arderea unor pietre calcaroase ce contin și anumite cantități de argilă.
- var nestins - denumire dată varului gras ars care nu a suferit operația de stingere; se poate prezenta sub formă de bulgări, așa cum rezultă din procesul de ardere, sau sub formă de praf, obținut prin măcinarea bulgărilor.

- vată de sticlă - masă de fibre scurte de sticlă împâslite, folosită ca izolant termic și acustic.
- vată minerală - silicat amorf obținut dintr-un amestec de minerale și alte materiale inerte, folosit ca material izolator în special în construcții și, în mare măsură, în sectorul naval și industrial.
- Verificator de proiect - este un specialist cu activitate în construcții atestat în unul sau mai multe domenii/subdomenii de construcții și specialități pentru instalațiile aferente construcțiilor, care efectuează verificarea proiectelor în ceea ce privește respectarea reglementărilor tehnice și cerințelor prevăzute de lege.
- versatilitate - capacitate a unui material de construcții de a fi utilizat într-o gamă largă de aplicații și de a satisface diverse nevoi în cadrul unui proiect de construcție, în funcție de cerințele specifice ale construcției și de preferințele beneficiarului.
- vopsire - finisajul care constă în aplicarea unui strat de vopsea pe diverse suprafețe, cum ar fi pereți, tavane, ferestre, uși sau alte elemente de construcție, în scopul de a oferi un aspect estetic plăcut și de a proteja suprafața.
- vută - lucrare de zidărie în formă de boltă; partea arcuită a unei porți (sau a unei ferestre).

## Z
- zăbrele - bare din lemn, metal sau beton armat, solicitate axial, ce compun un sistem de rezistență de tipul fermelor sau grinzilor cu zăbrele.
- zgârie-nori - clădire foarte înaltă, continuu folosibilă până la cele mai înalte nivele ale sale.
- zgură - subprodus industrial rezultat din procesul tehnologic de obținere a fontei în siderurgie și folosit ca adaos la producerea cimentului de furnal, pentru a reduce consumul de clincher Portland a carui producție este mare consumatoare de energie.
- zid - parte masivă a unei construcții care delimitează, închide sau marchează diferite părți ale acesteia.